# Takeminakata
Takeminakata-no-Kami (建御名方神) vagy Takeminakata-no-Mikoto (建御名方命) sintó istenség, de ismerik még Minakatatomi-no-Kami (南方刀美神) vagy Takeminakatatomi-no-Mikoto (建御名方富命) néven is, akinek a neve megjelenik a Kojikiben és származtatott forrásokban. Ezek Izumo tartomány istenének és Asira no Nakacukuni (Japán mitológiai neve) urának, Ókuninusinak egyik fiaként írják le. Miután Takemikazucsi, a mennyei kami által küldött követ legyőzte őt, a Sinano tartománybeli (mai Nagano prefektúra) Szuva régióba vonult vissza száműzetésében.
Izumoi Takeminakatát általában a Szuvai Nagy Szentély főistenségével azonosítják és leggyakrabban a Szuva (Dai)mjódzsin (諏訪(大)明神) jelzővel illetik. A szél, a víz és a földművelés istene, valamint a vadászat és a hadviselés pártfogója, mely mivoltában különösen mély vallási tiszteletnek örvendett a középkor alatt számos szamurájcsalád, mint például a Hódzsó vagy a Takeda család részéről. Szuva Mjódzsinról bizonyos értelemben úgy is tartják, hogy ő az őse egyes családoknak, amelyek hajdan papokként szolgáltak a szentélyben, közülük is a Szuva család volt a legelső.

## Név

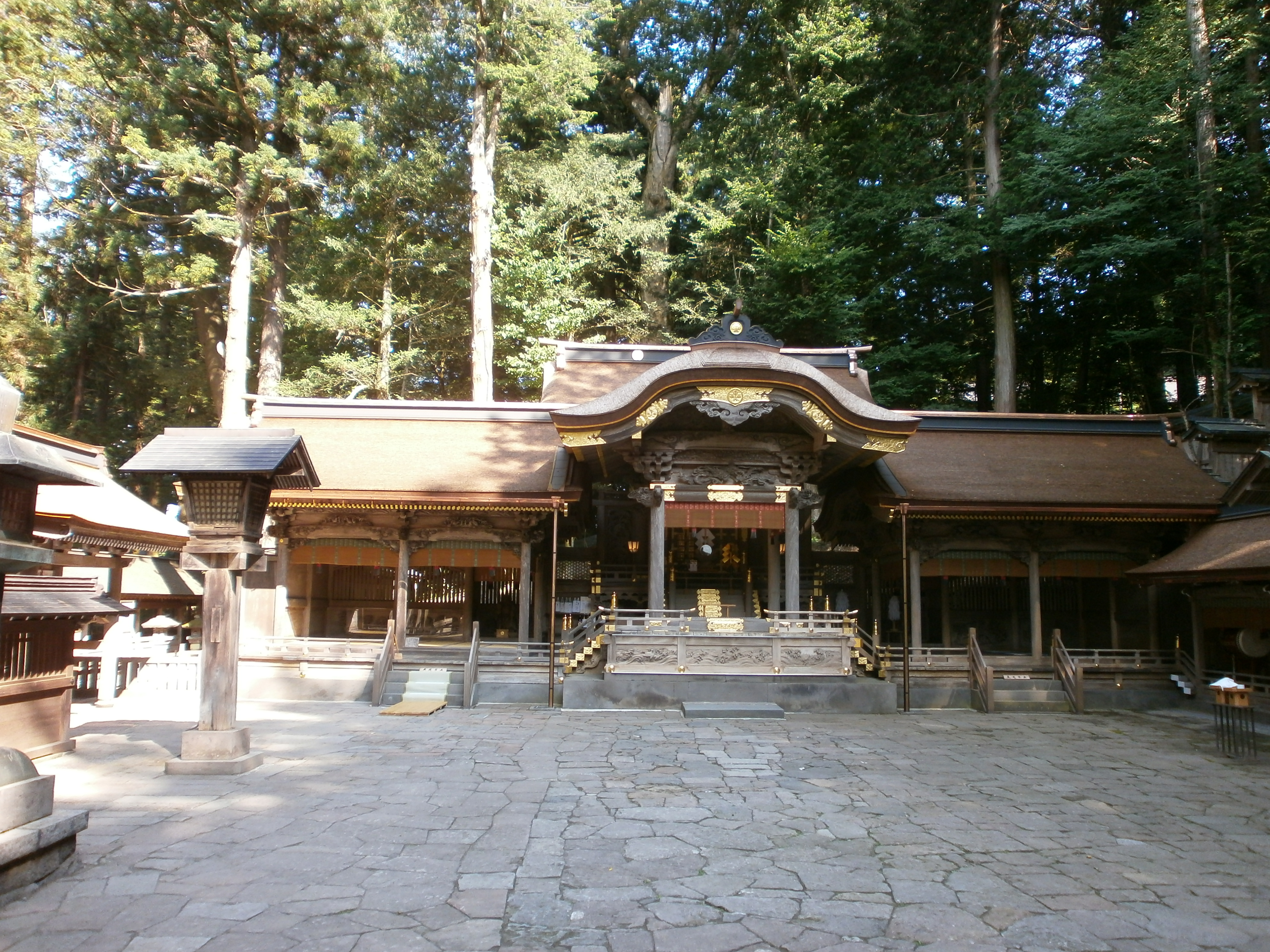
A Szuvai Nagy Szentély Felső Szentélyének (上社 Kamisa) főszentélye avagy a Honmija(本宮). A Szuvai Nagy Szentély négy szentélyből tevődik össze, melyeket elhelyezkedésük szerint két csoportra lehet osztani: a Szuva-tó déli partján Csino és Szuva városokban elhelyezkedő Honmija és Maemija (前宮 'régi szentély') teszi ki a Kamisát, míg a tó északi partján, Simoszuva városban elterülő Harumija (春宮 'Tavaszi szentély') és Akimija (秋宮 'Őszi szentély') az Alsó Szentélyt, a (下社 Simosát)

### Etimológia
Az istent Takeminakata-no-Kaminak (建御名方神 ()) nevezi mind a Kodzsiki mind a Szendai Kudzsi Hongi (más néven a Kudzsiki). Különböző névváltozatok találhatók meg más irodalmi forrásokban beleértve a Minakatatomi-no-Kamit (南方刀美神 ()), Minakatatomi-no-mikoto-no-Kamit (御名方富命神 ()) vagy a Takeminakatatomi-no-Mikoto(-gamit) (建御名方富命神 ()).
A név etimológiája tisztázatlan. Míg a legtöbb kutató egyetért abban, hogy a take- (és valószínűleg a -tomi is) megtisztelő titulusok, mégis eltérnek a vélemények abban, hogyan értelmezendő a név többi része. Néhány lehetséges verzió alább olvasható.
- A Kokugaku iskola követője, Motoori Norinaga úgy magyarázta, hogy mind a take- (建) mind a mi- (御) egyaránt tiszteleti titulusok (称名 tatae-na), a kata jellel (方) kiegészítve, ahogy a tatae-naban "kemény", "ellenálló"(堅) jelentéssel bír. Basil Chamberlain Motoori nyomán a Kodzsiki általa készített fordításában az istenre "Bátor-Augusztus-Név-Kemény"-ként hivatkozott.[1]
- A történész Óta Akira (1926) a take-, mi- és -tomit mint tiszteleti titulusokat értelmezte és úgy vette a Nakatát (名方), mintha az egy helység neve lenne: a Nakata kerületé Ava tartományban (mai Tokusima prefektúra, Isí), ahol a Takeminatomi Szentély (多祁御奈刀弥神社) áll.[2] Az író Ova Ivao (1990) is hasonló kapcsolatot javasolt a "Takeminakata(tomi)" és a "Takeminatomi" között, azt állítva, hogy a nevet valószínűleg bevándorlók hozták Szuvába az Avai Nakatából.[3]
- Minakatát szintén a Kjúsúi Munakatához (宗像) kapcsolták.[4] A Japán Birodalmi Haditengerészet ezredese és amatőr etnográfus Macuoka Sizuo úgy értelmezte a Minakatatomit, mintha az eredetileg egy istennő nevét jelentette volna – rávilágítva a tényre, hogy a Munakatai Szentély istenségei mind nőneműek voltak – amit aztán később a hímnemű Takeminakata isten nevével kombináltak össze.[5]
- Számos újabb kori tudós foglalta elméletbe azt, hogy a mina szó valószínűleg „vizet” (水) jelent, utalva arra, hogy Takeminakata eredetileg egy vízi istenség és/vagy a Szuva-tóval állt kapcsolatban.[6][7][8][9] Úgy gondolták, hogy a teljes név egy szóból származik, amely vízből álló testet vagy egy vízparti régiót jelöl, mint például a 水潟 (minakata, 'lagúna' vagy 'keskeny öböl')[4][8][9] vagy 水県 (mina 'víz' + agata 'vidék').[7]
- Egy alternatív értelmezése a -tomi szónak (csakúgy, mint a -tome-re in Jaszakatoméban) az, hogy a kígyó szó bizonyos tájnyelvi szavaival hozható kapcsolatba (tomi, tobe, vagy tóbe), ezáltal utalás lehet arra, hogy az isten egyfajta vízikígyó-istenség (mizucsi).[10]

### Szuva Mjódzsin

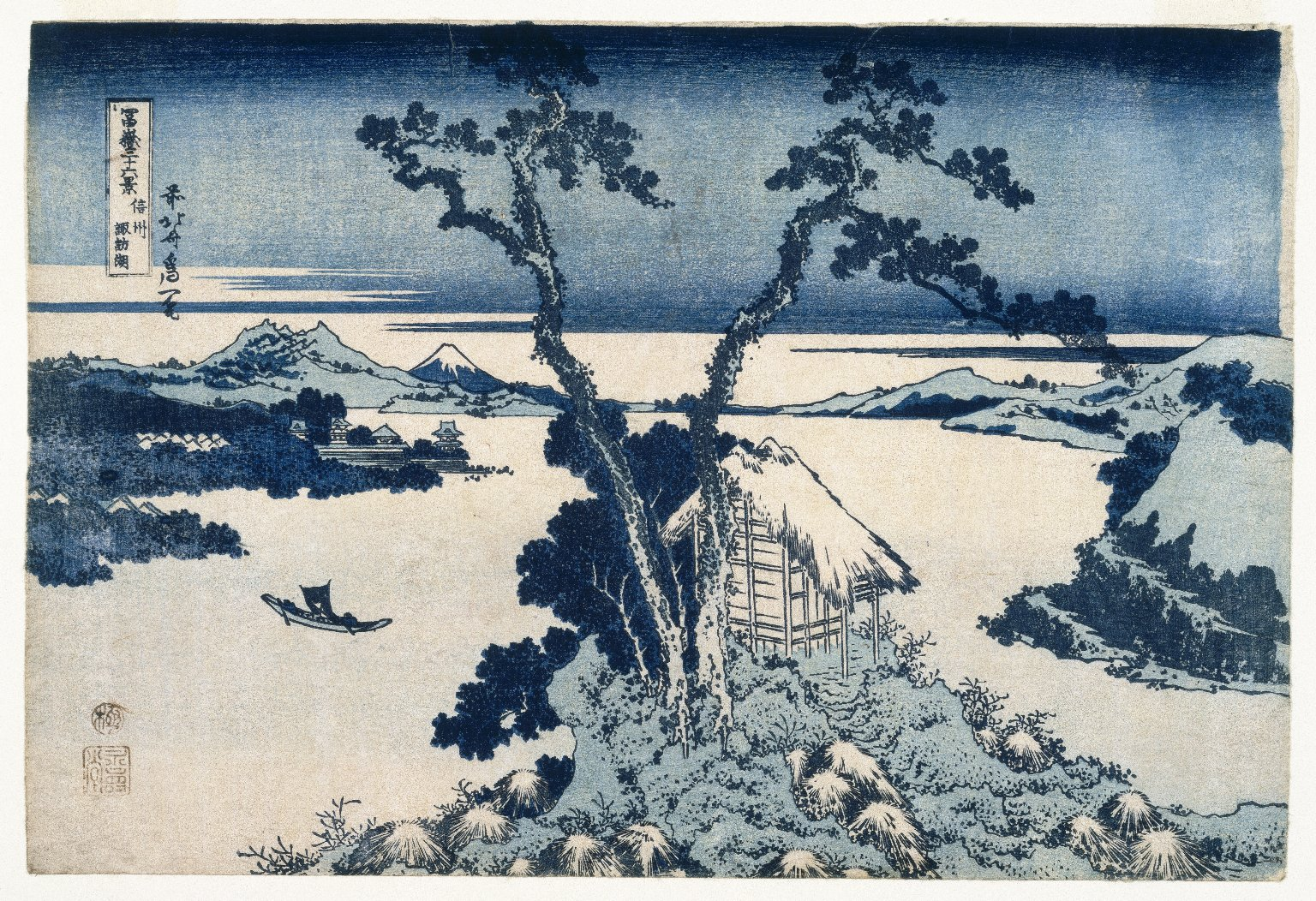
A Sinano tartománybeli Szuva-tó Kacusika Hokuszai által lefestve

Egy közismert jelző az istenre, akit szentként tisztelnek a Szuvai Nagy Szentélyben – kifejezetten a Szuva-tó délkeleti területén elhelyezkedő Kamisában vagy a Felső Szentélyben – a középkor óta Szuva Mjódzsin (諏訪明神 ()) vagy Szuva Daimjódzsin (諏訪大明神 ()). Ezt a nevet szintén alkalmazzák fogalomcsereként magára a szentélyre is. Ez a változat kapcsolatban áll a szinkretista Rjóbu Sintó szektával, Szuva Hossó Daimjódzsin (諏訪(南宮)法性(上下)大明神), vagyis a Felső és Alsó Szuva Szentély Darma-Természetű Daimjódzsinja, ilyen formában például Szengoku Takeda Singen daimjó (Takeminakata buzgó híve) néhány harci lobogóján jelenik meg.
A Nihonsoki (mely Kr. u. 720-ban keletkezett) beszél császári követekről, akiket azért küldtek Sinanóba, Dzsitó császárnő uralkodásának 5. évében (Kr. u. 691-ben), hogy tiszteljék a Tacuta Szentély szélisteneit, illetve "Szuva és Minocsi" isteneit. Ezzel azt sugallva, hogy az isten, akit a Szuva régióban tiszteltek (須波神 Szuva no kami), már a Jamato császári udvarban is víz- és/vagy szélistenségként volt tisztelt, a késői 7. század alatt, párban a Tacuta szentély szélisteneivel a Jamato tartományban (a mai Nara prefektúrában).
Szuva Mjódzsin kapcsolata Takeminakatával legkorábban a 9. század környékén már kétségtelenül fennállt. A Kudzsi Hongi (Kr. u. 807–936 között összegyűjtve) úgy utal Takeminakatára mint akit kegyelettel őriztek a Sinano tartományon belül, a Szuva kerületi Szuva szentélyben (信濃國諏方郡諏方神社), rendszerint Szuva Nagy Szentélyére hivatkozva, ahol Szuva Mjódzsint szentként tisztelik. A Nihon Szandai Dzsicuroku, mely nagyjából azonos időben íródott és a 858-tól a 887-ig tartó éveket fedi le, szintén utal a Szuvai Takeminakatatomi no Mikoto Szentélyre (建御名方富命神社). A Szuva Daimjódzsin Ekotobának (a továbbiakban csak Ekotoba), amely 1356-ban íródott, bevezető részében félreérthetetlenül összeköti Szuva Mjódzsint az Izumói Takeminakatával.
Ez a beazonosítás azonban némileg nehézkes a középkori forrásokból származó legendák és a hagiológiai kutatások alapján (ebből néhány az Ekotobában is rögzítve lett), melyek Szuva Mjódzsint szintén olyan alakokkal azonosítják mint a folklorisztikus Kóga Szaburó (甲賀三郎). A férfi, aki visszatért egy alvilágbéli utazásból, hogy kígyóvá/sárkánnyá vagy indiai királlyá változva találja magát, majd elérve a megvilágosodást, Japánba ment (lásd lejjebb a Szuva Mjódzsin legendái című résznél). Csakúgy, mint az a tény, hogy a Szuva Kamisa számos vallási rituáléja valójában egy istennek, Misagudzsinak az imádatát is magában foglalta.
Erre a megkülönböztetésre reflektálandó, a továbbiakban az "Izumoi Takeminakata" nevet használjuk a Kodzsiki, a Kudzsi Hongi és más források által leírt istenre, míg a "Szuva Mjódzsin" nevet, amennyiben a Szuvai Nagy Szentély istenére utalunk.

## Takeminakata a mitológiában

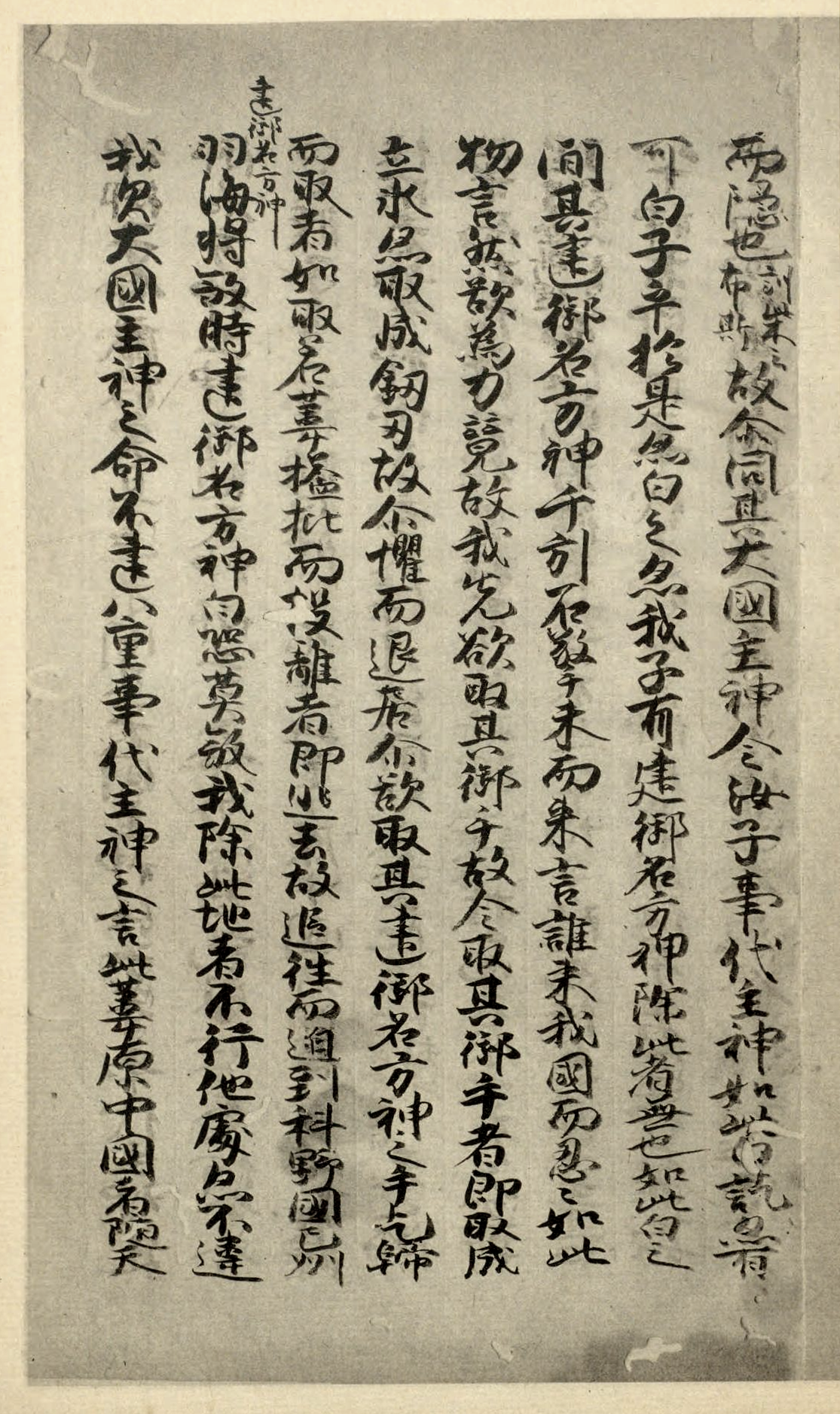
A Kodzsiki legrégebbi fennmaradt kéziratának, a Sinpukudzsi-bonnak (真福寺本, 1371-ben és 1372-ben íródott) ezen része Takeminakata megjelenését és vereségét írja le

### Felmenők
Takeminakata-no-Kamit (建御名方神) úgy ábrázolják mind a Kodzsikiben, mind a Kudzsi Hongiban mint egy földi istenség, Ókuninusi, az Izumo tartomány uralkodójának fiát. Édesanyját a Kudzsi Hongi mint Ókuninusi egyik feleségét, Kosi no Nunakavahimét (高志沼河姫 Kosi no Nunakavahime) jelöli meg.

### Takeminakata és Takemikazucsi
Takeminakata úgy jelenik meg a Kodzsiki és a Kudzsi Hongi kontextusában mint Ókuninusi közvetítője (kuni-juzuri) a föld és az égi istenek (Takamagahara) között.
Amikor Takamagahara istenei Takemikazucsit és egy másik hírvivőt küldenek, hogy felszólítsák Ókuninusit, mondjon le hatalmáról az Asira no Nakacukuni felett Amateraszu Napistennő utódjának részére, megkérik, hogy tanácskozzon gyermekei közül két idősebb fiával, mielőtt döntéséről választ adna. Míg elsőszülött fia, Kotosironusi azonnal téve a felszólításnak, apjának is azt tanácsolva, hogy tegyen hasonlóképpen, addig másodzsülött fia, Takeminakata egy kezének ujjbegyeivel egy hatalmas sziklát cipelve (千引之石 csibiki no isi, mely akkora volt, hogy 1000 ember kellett hozzá, hogy megemelje), a hírvivő Takemikazucsi kezét megragadva, kihívta azt egy erőpróbára.
Miután Takeminakata megragadta Takemikazucsi kezét, ő jégcsappá változtatta azt, aztán késpengévé, ezzel késztetve rá Takeminakatát, hogy elengedje. Viszonzásul Takemikazucsi megmarkolta Takeminakata karját és úgy összezúzta, mintha csak egy nádszál lett volna és félredobta. A sebesült Takeminakata az égi hírnök által üldözve megfutamodott félelmében. Megérkezvén a Sinano tartománybeli (科野国州羽海) Szuva tengerhez, Takeminakata az életéért könyörögve, megesküdött rá, hogy semmilyen ürüggyel nem fogja elhagyni Sinano területét.
A Szuva Daimjódzsin Ekotoba bevezető része, újra elmeséli eme mítosz nagyját úgy, ahogy azt a Kudzsi Hongi rögzíti, bár mellőzve azt a részletet, amely leírja, hogy Takemikazucsi megsebzi Takeminakatát, ki ezután szégyenletes vereséget szenvedve Szuvába menekül.

## Szuva Mjódzsin legendái
A következőkben itt van példaként néhány történet és népi hiedelem Szuva Mjódzsinról, a Szuvai Nagy Szentély főistenségéről. A történet függvényében az istenség azonos lehet vagy nem lehet Takeminakatai Izumoval.

### Eredet

#### AMiszogi-hóri

A Szuva család címere, melyet a Szuva Kamisa is használ jelképként

A Meidzsi-korban még a Szuvai Nagy Szentély hagyományos papi hivatalainak megszüntetése előtt egy fiú a Szuva család főpapjaként, azaz óhóriként (大祝 vagy óhafuriként) szolgált a Felső Szentélyben, avagy a Kamisában. Amellett, hogy a szentély főpapja volt, hivatali ideje alatt a fiút élő istenként, méghozzá maga Szuva Mjódzsin reinkarnációjaként tisztelték.
Legendák állítják, hogy a hivatalt akkor létesítették, amikor Szuva Mjódzsin – akit úgy írnak le mint egy fizikai testtel nem rendelkező entitást – egy látomásban megjelent egy 8 éves fiúnak és kijelölte őt papjának és élő manifesztációjának. A fiút aztán felruházták az isten saját öltözékével, így válva miszogi-hórivá (御衣着祝), azaz pappá, „aki a szent öltözéket viseli”, és a Kamisai óhori pozíció előfutárává.
A legtöbb forrás ezt a gyermeket a félig legendás alakkal, Arikazuval azonosítja (有員), aki a korai 9. században élt, valamikor Kanmu (781–806), Heizei (806–809) vagy Szaga (809–823), japán császárok uralkodásának idején. Még néha arra is engednek következtetni, hogy Arikazu maga Kanmu császár fia volt. Azonban egy a Szuva főpapi rezidenciájában megtalált, a Szuva család számos fennmaradó családfájából (大祝家 神氏系図 Óhóri-ke Dzsinshi Keizu) melyet egy a kormány által kinevezett pap, Nobukava Kazuhiko fedezett fel (延川和彦) 1884-ben, (Meidzsi 17. évében), és a Kjúsúi Aszo Szentély Aszo család (阿蘇) családfája (異本阿蘇氏系図 Ihon Aszo-si Keizu) is az állítja, hogy az első, Otoei (乙頴) nevezetű óhóri/miszogi-hóri ehelyett egy Otoeiként (神子 vagy 熊古) ismert egyén vagy másik nevén Kumako, a Sinano tartománybeli, Jómei császár idején (585–587) élt kuni-no-mijacuko Mase-no-kimi (麻背君) fia. A Dzsinsi Keizu úgy utal Arikazura mint Otoei/Kumako leszármazottjára.
Eme két családfa bizonysága számos írót arra vezetett, hogy elhiggye, Arikazu történelmi szempontból nagy valószínűséggel a Heian-kori Otoei/Kumako utóda lehetett. Az első óhórié, aki felvirágoztatta a papi hivatalt, amit a leszármazottjával kezdett meg. Azonban a két családfa legfrissebb újraértékelései (kiváltképp az Aszo családfát illetőek) kétségbe vonták a hitelességüket és megbízhatóságukat történelmi forrásokként.

#### India királya
Egy középkori buddhista legenda úgy festi le Szuva Mjódzsint mint aki eredetileg egy bizonyos indiai királyság felett uralkodott, majd később elérve a megvilágosodást Japánba ment, hogy ott ősi kamivá váljon.
Egy verzió, amelyet a Szuva Kamisa monoimi no rei no kotohoz (諏訪上社物忌令之事, innentől kezdve, csak Monoimi no rei-ként hivatkozva rá) kapcsoltak hozzá, egy feljegyzés a Felsőbb Szentély rendeleteiből vagy tilalmaiból (物忌み monoimi), melyeket eredetileg 1238-ban léptettek hatályba, Szuva Mjódzsint mint az indiai Hadai (波堤国 Hadai-koku; Hatthipura) királyát írja le, aki túlélt egy puccskísérletet, amelyet lázadó minisztere, név szerint 'Morija' (守屋 vagy 守洩) vezetett, kihasználva a király távollétét egy szarvasvadászat alatt. Később Perzsia uralkodója lett, miután legyőzött ott egy veszedelmes sárkányt. Szuva uralkodó (陬波皇帝 Szuva Kótei) az erény hajtását ápolva ráeszmélt a Buddhista útra, majd keleti irányba utazott tovább Japán felé, ahol Takeminakata Mjódzsin (守屋 vagy 守洩) nevű istenségként vált ismertté.
A Szuva Encsú Szuva Daimjódzsin Ekotobája egy árnyalatnyival különbözőbb, teljesebb történetet mesél el első felében. Itt, minthogy majdnem megölték a lázadó Hadai király, Bikjó (美教), által küldött seregek, megkongat egy harangot, nyolcszor a mennybe kiált és bejelenti, hogy a szarvasvadászat nem volt más, csupán egy út, hogy a megvilágosodás felé vezessen. Brahma isten elküldi a Négy Égi Királyt, hogy leverjék a lázadást. Ez a verzió aztán megmagyarázza a szent harang, Yaszaka no Szuzu (八𠮧鈴) nevét, egyikét a Szuva Kamisai kincseknek, ami a király nyolcszoros mennybe kiáltásából adódik, és a négy Onbasirát (négy fapózna vagy oszlop, melyek a Szuva-tó szentélyeinek sarkain állnak, ami a négy királyt szimbolizálja, akik a segítségére siettek. És a Szuva Szentély vadász fesztiválja, ami Misajamaként ismert (御射山, itt így írva 三斎山 – mert úgy tartják, hogy a rituálé megtisztít (斎) három bűnt: a bűnös gondolatokat, a bűnös szavakat és a bűnös cselekedeteket), mintegy rekonstruálása a király vadászatának, amit könyörületességből hajtanak végre, hogy megmentsék az érző lényeket.
Ezzel szemben a Szuva Daimjódzsin Kósiki (szintén Encsú által) Perzsiában a sárkány megölésére, és Szuva uralkodónak az ezt követő megvilágosodásra való törekvésére, illetve Japánba való bevándorlására fókuszál. Szuva Mjódzsin egyik eredet nélküli, emiatt kevésbé hiteles, de nem elhanyagolható alternatív története hozzátesz néhány részletet, mint például, hogy a király maga Sihahanu király (獅子頬王) unokája, aki Gautama Buddha nagyapja. Szintén hozzáteszi azt is, hogy a gonosz Bikjó – itt úgy hívják mint Bikjó Daidzsin (美教大臣) – Japánba megy, majd az ördögi törvényen kívülivé, Morejává válik.

#### Kóga Szaburó

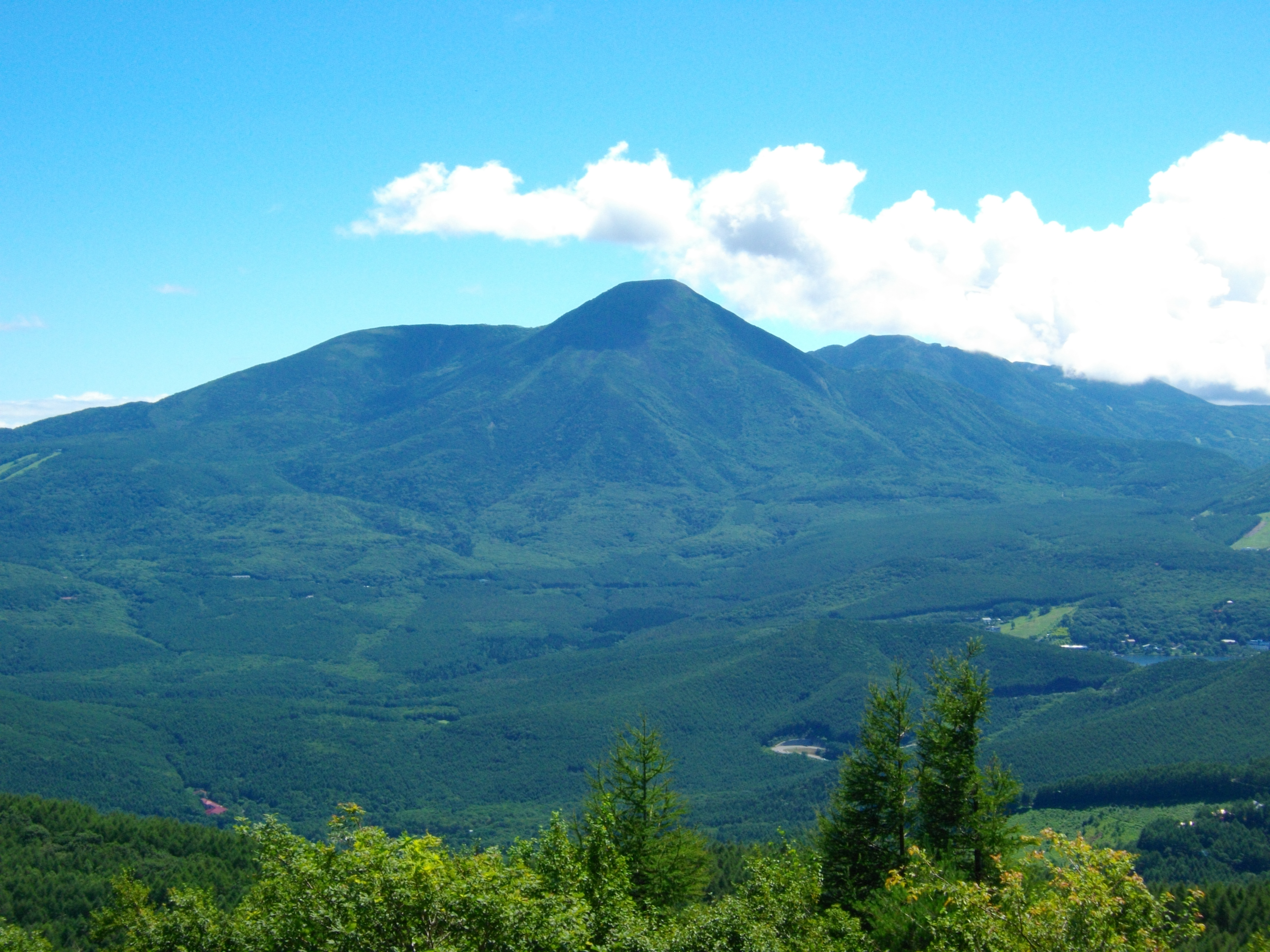
A Tatesina-hegy Csino és Tatesina városok határán, Nagano prefektúrában

Ez egy népszerű történet, amelyet a középkor alatt terjesztettek el vándor prédikátorok a Szuvai szentélyekkel kapcsolatban, mely állítja, hogy Szuva Mjódzsin eredetileg halandó férfi volt, aki sárkánnyá változott egy alvilági utazás után. Rengeteg változata létezik az alaptörténetnek. A következő összefoglaló az elbeszélésnek a legkorábbi irodalmi változatán alapszik, amit a Sintósúban (神道集) találtak.
Egy helyi Ómi tartománybeli, Kóka kerületi földesúr harmadik fia, egy Kóga Szaburó Jorikata nevű kiemelkedő harcos (甲賀三郎諏方) épp az eltűnt feleségét, Kaszuga hercegnőt (春日姫 Kaszuga-hime) kereste egy barlangban két fivérével, Sinanoban, a Tatesina-hegyen. A második fivér, aki féltékeny volt Szaburó bátorságára és hírnevére, csapdába ejtette az utóbbit a barlangban, miután megmentették a hercegnőt.
Kiút hiányában, Szaburónak nem volt más választása, minthogy a barlang mélyében haladjon tovább, ami igazából számos földalatti birodalom bejárata is volt egyben. Miután hosszú időn múlva átutazott ezeken a földalatti tájakon, végre megtalálta az utat, ami visszavezette a földfelszínre. Majd a felszínre érve óriási kígyóvá/sárkánnyá alakulva találta magát. Buddhista szerzetesek segítségével Szaburó visszanyerte emberi alakját, így végre újra egyesülhetett feleségével. Szaburó végül Szuva Mjódzsinná vált, a Szuvai Felső Szentély, a Kamisa istenévé, míg Kaszuga az Alsó Szentély, a Simosa istennője lett.
A legenda eme verziója megmagyarázza a Szuva (諏訪 vagy 諏方) név eredetét a népetimológián keresztül, mint, hogy az Szaburó személynevéből, a Jorikatából ered (諏方).

### Moreja legyőzetése

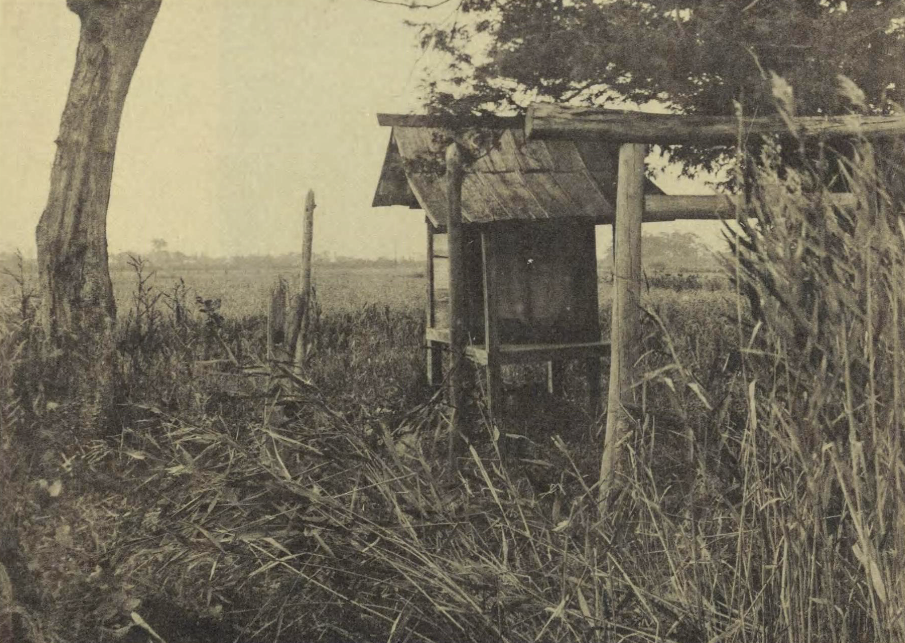
A Fudzsisima Szentély (藤島社) a 20. század elején, a mai Szuva területén. Egyike a két Fudzsisima Szentélynek, amelyek kapcsolatban vannak Szuva Mjódzsin Moreja elleni küzdelmével. A másik szentély a Naganoi Okaja városában, a Tenrjú partján található

Egy helyi legenda állítja, hogy Szuva Mjódzsin eredetileg ellenállásba ütközött Moreja istennel szemben, aki kihívta az újonnan érkezőt felszerelkezve egy vasból készült fegyverrel – amit különféleképpen azonosítanak: néha vasgyűrűvel (鉄輪), néha vaskagival (鉄鎰, 鉄鑰).
Szuva Mjódzsin azonban legyőzte Moreját egyetlen akácfaágat/indát használva. Győzelme után elültette az akácfaágat a földbe, mely sűrű ligetté nőtt, úgynevezett Fudzsiszuva no morivá (藤諏方森). A Fudzsisima Szentély (藤島社) vagy Fudzsisima (Dai)mjódzsin (藤島大明神) Szuva városában, a Szuva Kasima egy mellékszentélye, ahol hagyományosan mezőgazdasági szertartásokat végeznek minden júniusban az akácfaliget hagyomány szerinti helyén.
Habár ezen mítosz korábbi verziói arra a vidékre teszik a csatát, ahol a Kamisa ma is áll, modernebb verziók ehelyett Okaja városába helyezik, a Tenrjú folyó mellé, ahol a folyó szomszédos oldalain két szentély áll: egyik a Fudzsisima Szentély, melyet jelenleg azon helyként fogadnak el, ahol Szuva Mjódzsin ezen vidéken először tette be lábát, a másik szentély a Morejának szentelt Morija Szentély (洩矢神社).
Míg ezen legenda legkorábbról ismert bizonyítéka felbukkan egy beadványban, amelyet a Kamisa főpapja (vagy óhórija) nyújtott be a Minamoto-sógunátusnak 1249-ben, azt állítja Szuva Mjódzsin a mennyből jött le Szuvába. Más források, melyek Szuva Mjódzsint Izumoi Takeminakatával azonosítják, ehelyett úgy írják le az istent mint aki arról a területről érkezett.

### A varangyisten és a szent szikla ülőhely

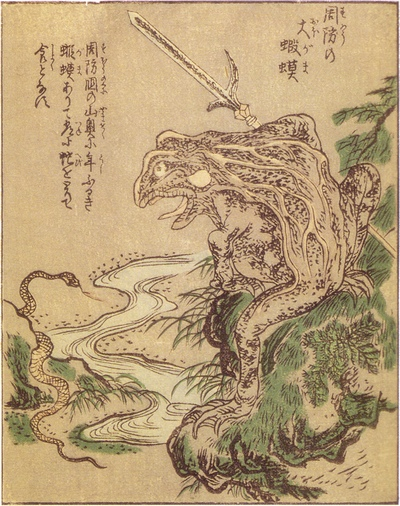
Ógama (大蝦蟇) az Ehon Hjaku Monogatariból

Két szöveg, a Monoimi no rei és a Szuva Sicsú (陬波私注 "Személyes feljegyzések a Szuva Misirusibumin" 1313–1314 között írva), említ egy szóbeli legendát Szuva Mjódzsinról, miszerint azzal, hogy leigáz egy engedetlen és barbár varangyistent (蝦蟆神) képes lecsendesíteni a négy tenger hullámait. Miután legyőzi a varangyot, Szuva Mjódzsin elzárja az utat, annak lakóhelyéhez – a tenger sárkányistenének, Rjúgú-dzsónak földalatti palotájához vezető üreghez – egy sziklával és ráül (御座石 Goza-isi vagy 石(之)御座 isi no goza – "szikla ülés").
A történet úgy funkcionál, mint egy etimológiai legenda a minden újév első napján megtartott békaáldozathoz Szuva Kamisában, úgy, mint egy másik népi eredetü a Szuva helynévhez, amelyet egy olyan hullám leírására használt kifejezésből eredeztetnek, mely a tenger partját nyaldossa (陬波 namisizuka).
Szuva Mjódzsin ellenségének varangyként vagy békakénti ábrázolása, szintén utal Szuva Mjódzsin alakjára mint egy vízi kígyóistenre, minthogy a békákat kígyók ejtik zsákmányul. (Összehasonlításképpen a sejtelmes kígyóistennek, Ugadzsinnek szintén a javára írták, hogy legyőzött egy ellenséges béka istenséget.) A varangyistent magát egyrészt úgy értelmezték mint az őshonos istenségek Misagudzsi és/vagy Moreya képviselőjét, legyőzésével szimbolizálva a Szuva Mjódzsin kultusz győzelmét a hazai hiedelemrendszer felett, másrészt a buddhista felfogás szerinti három méregként (tudatlanság, kapzsiság és gyűlölet), amelyet úgy tartanak, hogy Szuva Mjódzsin mint Szamantabhadra bódhiszattva megtestesülése, ezoterikus aspetkusa Vadzsraszattva és a Bölcsesség Királya Trailokyavijaya pusztított el.
A Goza-isi jelenlegi holléte tisztázatlan. A Monoimi no rei állítja, hogy valahol a "Sómenen belül" volt található (正面之内ニ在リ), azaz a Kamisa Honmija felföldjén (上壇 dzsódan), ahol maga a belső szentély is van és úgy véli, hogy egy a hét szent szikla vagy kő közül (七石 nana-isi), ami a szentélyhez tartozik. Míg három a hét szent szikla közül valóban a Kamisa Honmiján belül található – a Szuzuri-isi (硯石), az (O)kucu-isi(御沓石),
és a Kaeru-isi (蛙石) vagy Kabuto-isi (甲石) – jelenleg egyikre sem hivatkoznak úgy mint Goza-isi. Mindazonáltal kísérleteket tettek arra, hogy a Goza-isit ezen három szikla valamelyikével azonosítsák.
Hara (2012) felveti, hogy a Goza-isi ugyanaz a szikla lehetett, mint a Kaeru-isi/Kabuto-isi (a pontos elhelyezkedése vita tárgyát képezi), megjegyezve, hogy az Edo-korból két forrás is állítja, hogy a Kaeru-isi egy kő pagoda alatt található, amit már egyszer beazonosították, hogy a belső szentélyben, a Tettóban (鉄塔 „vas torony") fekszik. A Meidzsi-korban, a buddhizmus és a sintó különválása előtt úgy gondolták, hogy ez a fizikai teste Szuva istennek és a Kamisa imádatnak a fő tárgya is egyben. Ráadásul a 18. századi utazó és etnológus Maszumi Szugae (菅江真澄, 1754–1829) beszámolt róla, hogy az újévi szertartások során feláldozott békák egy ivakurának (磐座, egy szikla trónus vagy szent szikla) voltak felajánlva a szentélyben.

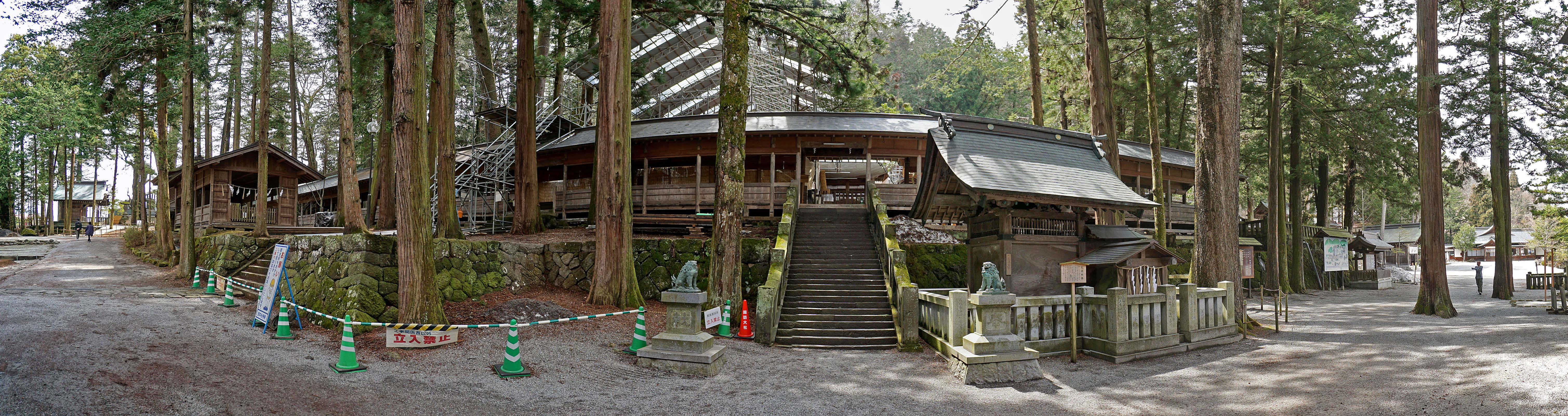
Lépőcsőfokok vezetnek a Kamisa Honmiya imacsarnokához (hei-haidenhez). A Tenrjúsui-sa a lépcsőtől jobbra található épület

Eközben a Kamisa egy térképe a Tensó-korra datálva (1573–1592) ábrázol egy sziklát Goza-isi felirattal megcímezve, a Tenrjúsui-sa (天流水舎) mellett elhelyezve, ami egy épület lyukkal vagy csővel a tetején, mely arra szolgál, hogy összegyűjtse a víz három cseppjét, ami minden nap csodálatos módon belecsepeg az időjárástól függetlenül . Egy szerző szerint ez azt jelenti, hogy a Goza-isit azonnal kihelyezték a belső szentélybe, mihelyt a buddhista vallás sokkal szilárdabbá vált a szentélyben és ivakura imádata már kevésbé volt fontos. Azonban jelenleg ilyen szikla nem létezik az építmény mellett.
A Kamisa Goza-isi Szentélyén kívül (御座石神社 vagy Gozanso) a Naganói Csino városban van egy szikla, amelyet néha a meghatározhatatlan Goza-isivel azonosítottak. Kanai ezalatt 1982-ben úgy hitte, a Gozai-isi eredetileg egy megtermett szikladarabra utalt, a mesterséges Sirakaba-tóban, egy egykori vizenyős területen a Tatesina-hegy lábánál, mely alatt ősi agyag -és kőedényeket – Kanai szerint ezek szertartási áruk lehettek és arra utalhattak, hogy a terület egyszer vallási jelentőséggel bírt – tartalmazó barlangot fedeztek fel, amikor egy gátszakadás lecsapolta a tavat 1954-ben.

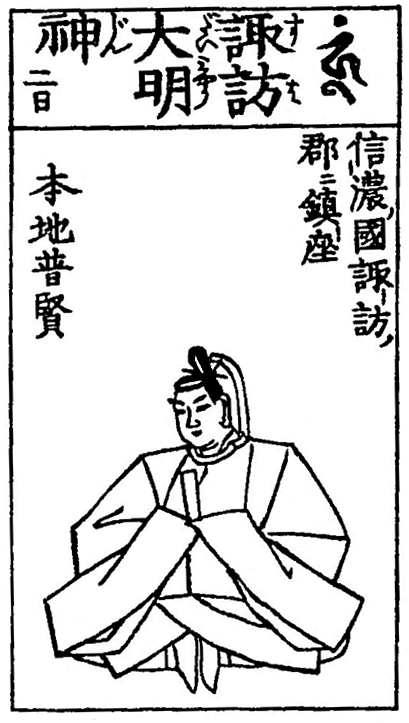
Szuva Daimjódzsin Buddhaként ábrázolva (eredetileg 1690-ben kiadva)

### Utazás Izumóba
Egy helyi népmese szerint Szuva Mjódzsin egyike azon kevés kamiknak Japánban, akik nem hagyják el a szentélyeiket Kannazuki (神無月) hónapja alatt (a hagyományos japán naptárban Kannazuki a 10. hónap neve; szó szerinti jelentése: „a hónap, amikor nincsenek istenek”; nevezik még Kaminasizukinak is), amikor a legtöbb istenség Izumo tartományban gyülekezik és íly módon hiányzik a legtöbb vidékről. A népmesék szerint Szuva Mjódzsin egyszer sárkány formájában érkezett Izumóba, mely olyan óriási volt, hogy csak a feje volt látható, de a farka még mindig Szuvában volt, felakadva egy tóparti magas fenyőfára. A többi isten hatalmas méretét látván úgy megdöbbent és megrémült, hogy felmentették az éves találkozójukon való részvételről. A feltételezett fa, ahol a sárkány farka felakadt (napjainkban mindössze egy fatönk) helyileg úgy ismert, mint Okakemacu (尾掛松 ()).
Eme történet egy változata áthelyezi Izumó elhagyását a Kiotói Császári Palotába. Ebben a verzióban, úgy tartják, számos kami az ősi fővárosba utazott minden újév első napján, hogy üdvözölje a császárt.

### Omivatari
A repedéseket és barázdákat, amelyek a jeges Szuva-tavon formálódnak a hideg tél alatt, hagyományosan úgy értelmezik mint Szuva Mjódzsin nyomait, melyeket akkor hagy hátra, amikor elhagyja a Kamisát és átkel a tavon, hogy találkozzon a feleségével, akit szintén istenként tisztelnek a tó szemközti (északi) partján, a Simosában. Ezt hívják úgy, hogy Omivatari (御神渡 "az isten átkelőhelye" vagy "az isten ösvénye"). Úgy tartják, a repedések jó előjelei a jövendő évnek. A Szuvai Nagy Szentély papja hagyományosan arra használta a repedések megjelenését, hogy megjósolja belőlük az éves aratás minőségét. A helyieknek a repedések annak a jelei is voltak, hogy a megfagyott jégre biztonságosan ráléphettek. Ezzel ellentétben, ha az omivatari egyáltalán nem jelenik meg (明海 ake no umi) vagy a repedések szokatlan formát öltenek, úgy tartják, hogy az az elkövetkezendő év rossz szerencséjének az előjele.
A 20. század vége óta az omivatari sokkal ritkábban látott jelenség lett, a globális felmelegedés következtében.

### Megjelenés Szakanoue no Tamuramaro előtt
Szuva Mjódzsin kapcsolata a hadviseléssel és vadászattal a leginkább egy másik legendából világlik ki, amelyben megjelenik Szakanoue no Tamuramaro hadvezér előtt egy későbbi hadjárat alatt, annak érdekében, hogy leigázzák Japán északkeleti részén élő emisiket. A következő összefoglaló az Ekotobában talált verzión alapszik.

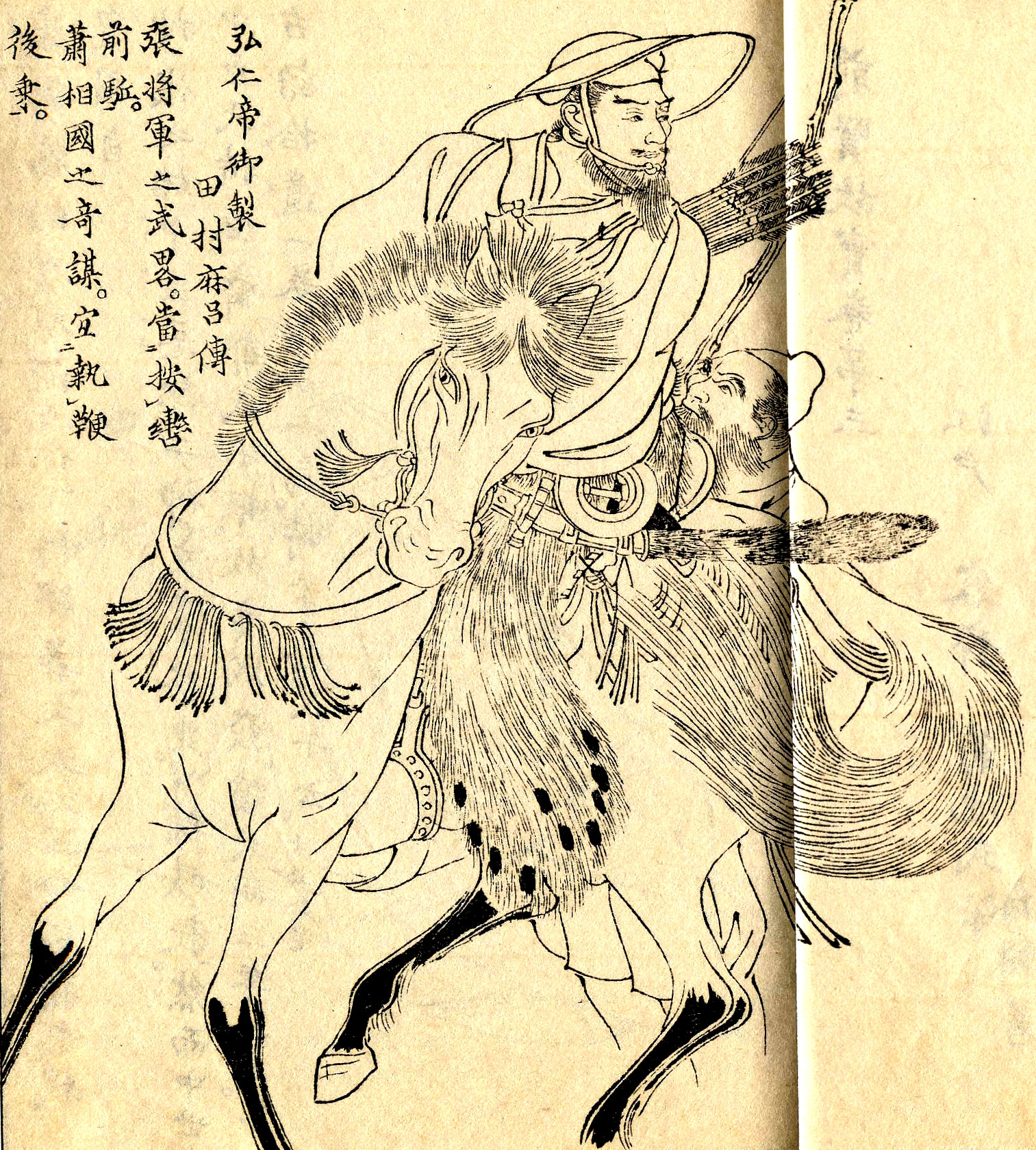
Szakanoue no Tamuramaro érdeme, hogy létrehozta a Szuvai Nagy Szentély vallási ünnepségeit, miután Szuva istene a segítségére sietett az emisik ellen folytatott hadjárat során

Kanmu császár uralkodása alatt, egy Abe no Takamaru (安倍高丸) nevű emisi vezér lázadást szított a császári udvar ellen. A császár viszonzásképpen Szakanoue no Tamuramarot, Sei-i Taisógunná (császári seregek vezetőjévé) jelölte ki és Ósúba küldte, hogy elnyomja az emisik keltette fenyegetést. Tamuramaro tudva, hogy Takamarut nem győzheti le isteni segítség nélkül, Szuva Mjódzsinhoz imádkozott győzelemért. Amint ő és serege átkelt a Sinano tartomány Ina és Szuva kerületein, egy deres lovon ülő harcos – Szuva Mjódzsin álruhában – csatlakozott menetükhöz.
Takamaru bevehetetlen, tengeri erődjéhez érve, a Sinanoi lovas csodálatos módon öt, nyíllal felszerelt, teljesen egyforma harcosra vált szét (Szuva Mjódzsin tizenhárom mennyei gyermekének mainfesztációja), míg húsz sárga ruhába öltözött férfi (az istenek kísérői) a semmiből jelent meg. A lovasok és a sárgát viselő férfiak ezután egy lovasíjász versenyt tartanak a tenger felszínén, mely sikeresen kicsalogatja Takamarut a rejtekéből. Majd a lovas megvakítja Takamarut az utolsó fennmaradó nyílvesszőjével, így a húsz sárgába öltözött férfi foglyul ejti és lefejezi, feltűzve fejét egy lándzsára.
A visszaút során a harcos lova hirtelen az égbe emelkedett, ahogy a lovas az istenség udvari viseletbe öltözött alakját magára öltötte. Majd ezután felfedte kíséretének az igazi kilétét, miszerint ő Szuva istene és bejelentette a vadászat iránti imádatát. Tamuramaro megkérdezte az istenségtől, hogy miért leli örömét egy ilyen tevékenységben, ami érző lények kioltásával jár együtt. Szuva Mjódzsin azt a magyarázatot adta az esetre, hogy azzal, hogy vadásznak rájuk és megölik őket valójában segít a bűnös és tudatlan állatoknak, hogy elérjék a megvilágosodást. Aztán örökül hagy Tamuramaronak egy írott dharanit (szanszkrit kifejezés egyfajta rituális beszédre, amely hasonló a mantrához) – valószínűleg utalás Szuva Misirusibumira – és végül eltűnik. Szuva Mjódzsin kívánsága szerint, Tamuramaro aztán felszólítja az udvart, hogy szervezzenek vallái ünnepségeket a Szuvai szentélyek számára.

### A mongol megszállás visszaverése
Szintén Szuva Mjódzsin érdeme, hogy visszaverte a mongolokat, akik kísérletet tettek Japán megszállására Kubilaj kán vezetése alatt.
A Taiheiki (a Nagy Béke Krónikája) elmond egy történetet, melyben egy kígyóra emlékeztető, öt színű felhő (Szuva Mjódzsin egy manifesztációja) kiemelkedik a Szuva-tóból és nyugati irányba szétfoszlik, hogy segítse a japán hadsereget a mongolok ellen. Az Ekotoba elmesél egy hasonló anekdotát, melyben Szuva Mjódzsin hatalmas sárkányként jelenik meg, amely 1279 nyarán egy felhőn lovagol.

## Elemzés

### Takeminakata hiánya más Izumohoz köthető szövegkörnyezetben
Takeminakata meglehetősen váratlan eltűnése a Kodzsiki kuni-juzuri mítoszának változatban régóta nyugtalanítja a tudósokat, minthogy az istenséget sehol máshol nem említi a mű, beleértve Ókuninusi leszármazottjának családfáját, mely időben megelőzi a kuni-yuzuri elbeszélését. Eltekintve a párhuzamos elbeszéléstől, amelyet magában foglal a Kudzsi Hongi (mely a Kodzsiki verzióján alapszik) Takeminakata jelenléte teljes egészében hiányzik a mítosz Nihonsoki féle verziójából. Továbbá, korai források Izumoból, mint például a tartomány Fudokija (風土記) sem említ semmilyen istent, akit Takeminakatának hívnának, és annak sincs semmilyen nyoma, hogy egy ilyen istenséget tiszteltek volna az ősi Izumoban.
Újkori írók, mint például Motoori Norinaga igyekezett megmagyarázni Takeminakata jelenlétének a Kodzsikin és a Kudzsi Hongin kívüli hiányát, azáltal, hogy összemosta az istenséget más sejtelmes istenségekkel, akiket más forrásokban talált és úgy gondolta, hogy osztoznak bizonyos ismertetőjegyekben (például Iszecuhiko szélistenség). Míg néhány modern tudós még mindig feltételez egyfajta kapcsolatot az istenség és Izumo között azt állítva, hogy Takeminakata eredete azon népekben rejlik, akik Izumoból észak felé, Szuvába és a Hokuriku övezetbe vagy magába Hokurikuba vándoroltak ki. Egy olyan régióba, amely valaha Izumo hatáskörébe tartozott, pontosabban Ecsigo tartományba (mai Niigata prefektúra). Mások a fent említett csönd fényében, inkább úgy gondolják, hogy a kapcsolat Takeminakata és Izumo között csupán egy mesterséges konstrukció a Kodzsiki szerkesztői által.

### A Jamato állam terjeszkedése Szuvába
Úgy hírlik, hogy a Jamato uralom dél felől behatolt Szuvába (a jelenlegi Kamiina és Simoina kerületek) valamikor a 6. század második felében. Az, hogy a régióban a folyosós típusú kofunok (横穴式石室 jokoana-siki sekisicu) formája határozottan különbözik azon dombokéitól (úgy hírlik befolyásos helyi főpapok síremlékei), amik a Szuva-tó déli oldalán épültek – a Szuva Kamisa területén az 5. és 6. század alatt, és melyeknél jellemzően a sírt árok veszi körül, a Jamato állam régión belüli kiterjedésének a jele kell, hogy legyen.

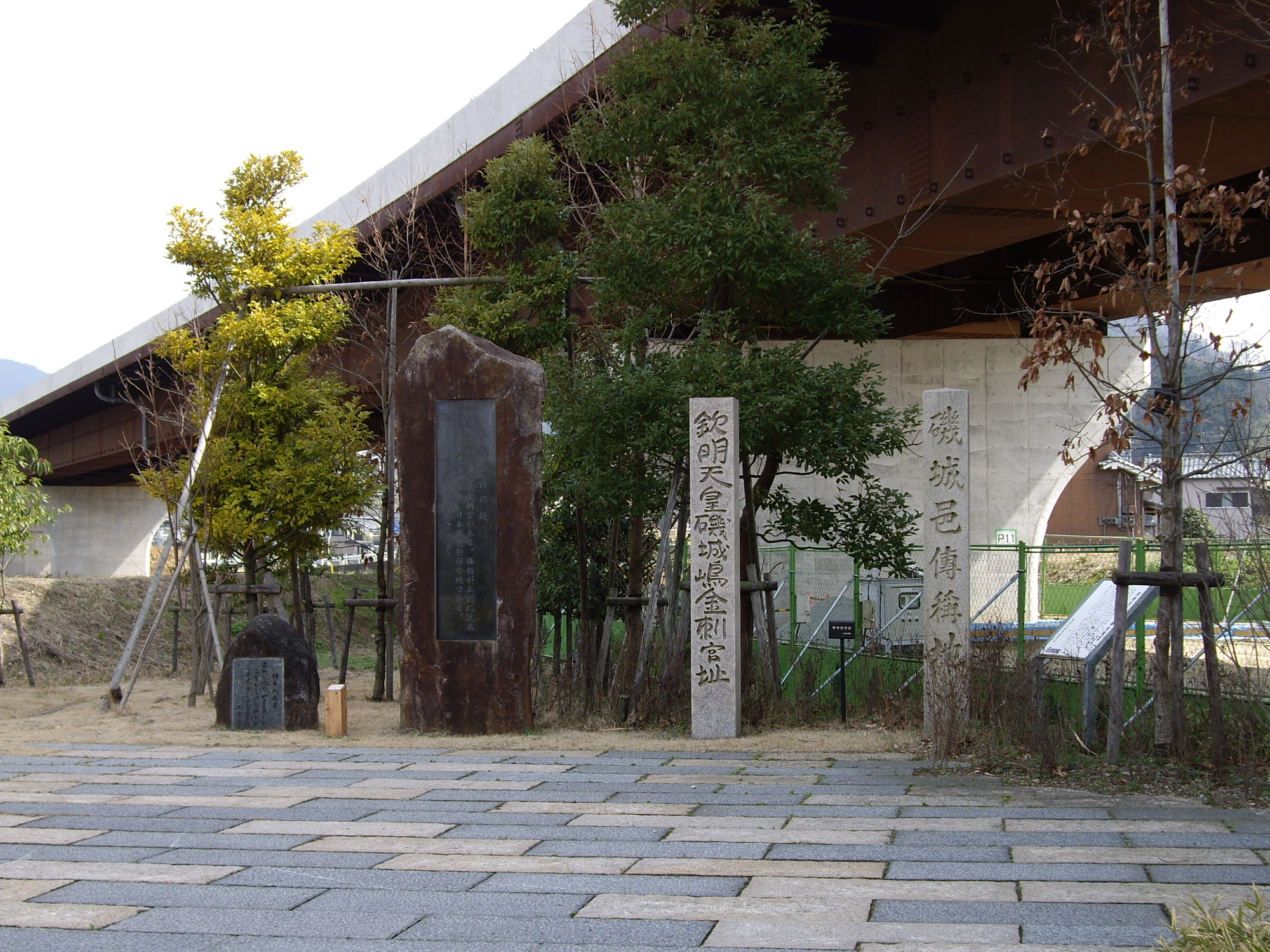
Egy jelzőkő, amely Kinmei császár palotája előtt áll, a Sikisima-no-Kanaszasi-no-mija(磯城嶋金刺宮), a Nara prefektúrabeli Szakurai városában (ősi Sikisima). Kinmei egyik udvaronca, Kanejumi-no-kimi azt állította, hogy az uralkodó a Kanaszasi-no-toneri-no-atai (金刺舎人直) címmel ruházta fel

A Kudzsi Hongi megemlíti Kamujaimimi-no-Mikoto (Dzsinmu császár fia) unokáját vagy leszármazottját, Takeiotacu-no-Mikotot, aki kijelölte Sinano kormányzóját (kuni no mijacuko; 科野国造) Szudzsin császár uralkodása alatt (hagyományosan az időszámításunk előtti 1. századra datálva, de leginkább valamikor az időszámításunk szerinti 4. század környékén).
Az Ihon Aszo-si keizu vitatott történelmi hitelességgel azt állítja, hogy Takeiotacu leszármazottja Kanejumi-no-kimi (金弓君) Kinmei császárt (uralkodásának ideje: 539–571) a palotájában toneriként (舎人, szolgáló vagy palotaőr) szolgálva – a Kanaszasi-no-mijában (金刺宮), mely napjainkban a Nara prefektúrabeli Szakurai – elnyerte az atai kabane címet (直) az említett uralkodótól. Kanejumi egyik fiának, Masze-no-kiminek (麻背君), aki Sinano tartomány kuni no mijacukója lett, két fia volt. Kuratari, az első fiú (倉足) Szuva kerület (諏訪評督) adminisztrátorának (kóri no kami/hjótoku) lett kinevezve, míg Otoei vagy Kumako a második fiú a Szuvai isten (諏訪大神大祝)[159][160][161] papja vagy óhórija lett.

### A hatalom felborulása
Úgy hírlett, hogy a Szuva vidéket a késői Jajoi-kor alatt eredetileg autonóm falusi közösségek lakták. A vezérek a szertartások vezetői szerepét is ellátták saját közösségük élén. A falvakat végül egyetlen vezető alatt egyesítették, aki a vallási gyakorlatokat irányította eme közösségeknek. A gyakorlatok Misagudzsi istenének vagy isteneinek, illetve szellemeknek az imádata köré összpontosultak. Olyan szellemek köré, amelyek alászállva megtelepednek természeti tárgyakban, többek közt fákban vagy sziklákban, majd életadó őrökként ténykednek tovább a helyi közösségekben.
Moreja isten és Szuva Mjódzsin közötti csata legendája azt sugallhatja, hogy a Jamato uralom eljövetele Szuvába a kései 6. század alatt, eleinte ellenállásba ütközött, főként a Szuva-tó déli oldalán, ami az őshonos Misagudzsi kultusz bástyája volt. Ezt a hajthatatlanságot végül elfojtották és a régió feletti politikai-vallási kormányzást hamarosan papi vezetők leszármazottai ragadták magukhoz, akik később a Morija család néven váltak ismertté (守矢氏), a Jamatok által kijelölt hatalomnak.
Nagyjából ebben az időben történhetett, hogy létrejött a miszogi-hóri/óhóri sámánisztikus fogalma, egy láthatatlan istenség fizikai megnyilvánulása, mely úgy jött létre, hogy magába foglaljon őshonos vallási gyakorlatokat a Jamatoi hiedelemrendszerben. Az óhóri hivatásnak valószínűleg rivalizálni kellett az okóval (神使), egy fiatal fiúval (vagy fiúkkal), kik Misagudzsi földi testének szerepét töltötték be vallási ceremóniák alatt és kiket később úgy értelmezték mint az óhóri képviselőit. Időközben a Morija család papi-törzsfőnöke úgy integrálódott az új rendszerbe mint kan no osza/dzsincsó (神長) vagy dzsincsókan (神長官), ő volt az egyetlen pap, aki Misagudzsihoz fordulhatott.
Azzal, hogy a Morija család behódolt és együttműködött az új rendszerrel, lehetővé tette a helyi Misagudzsi kultusznak, hogy fennmaradjon alatta. Míg (a Misagudzsi) hivatalosan alárendelt volt az óhórinak, valójában a Morija dzsincsókanja, aki a vallási szertartásokat irányította, folytatta a hatalom gyakorlását és az óhóri csak egy szimbolikus vezető volt. Az óhóri beavató ünnepsége még a dzsincsókant is bevonva idézte meg Misagudzsi szellemét, hogy az belépjen a fiatal jelölt testébe a szertartás során. Csakis akkor válhatott maga a jelölt is istenné amikor, a teste Misagudzsi birtokában volt.

### Takeminakata felemelkedése
Mind az Aszo, mind a Szuva család családfája a Szuva-tó déli részén (ahol a jelenlegi Szuva Kamisa áll) elhelyezkedő szentély alapzatára (社壇) hivatkozik, ahol a Szuva hatalmas istenével (諏訪大神) együtt más istenségeket is tiszteltek, Jómei császár uralkodásának 2. évének 3. havában (kr.u. 587-ben). Ezen két forrás úgy hivatkozik Ototeire/Kumakora mint az első óhórira.

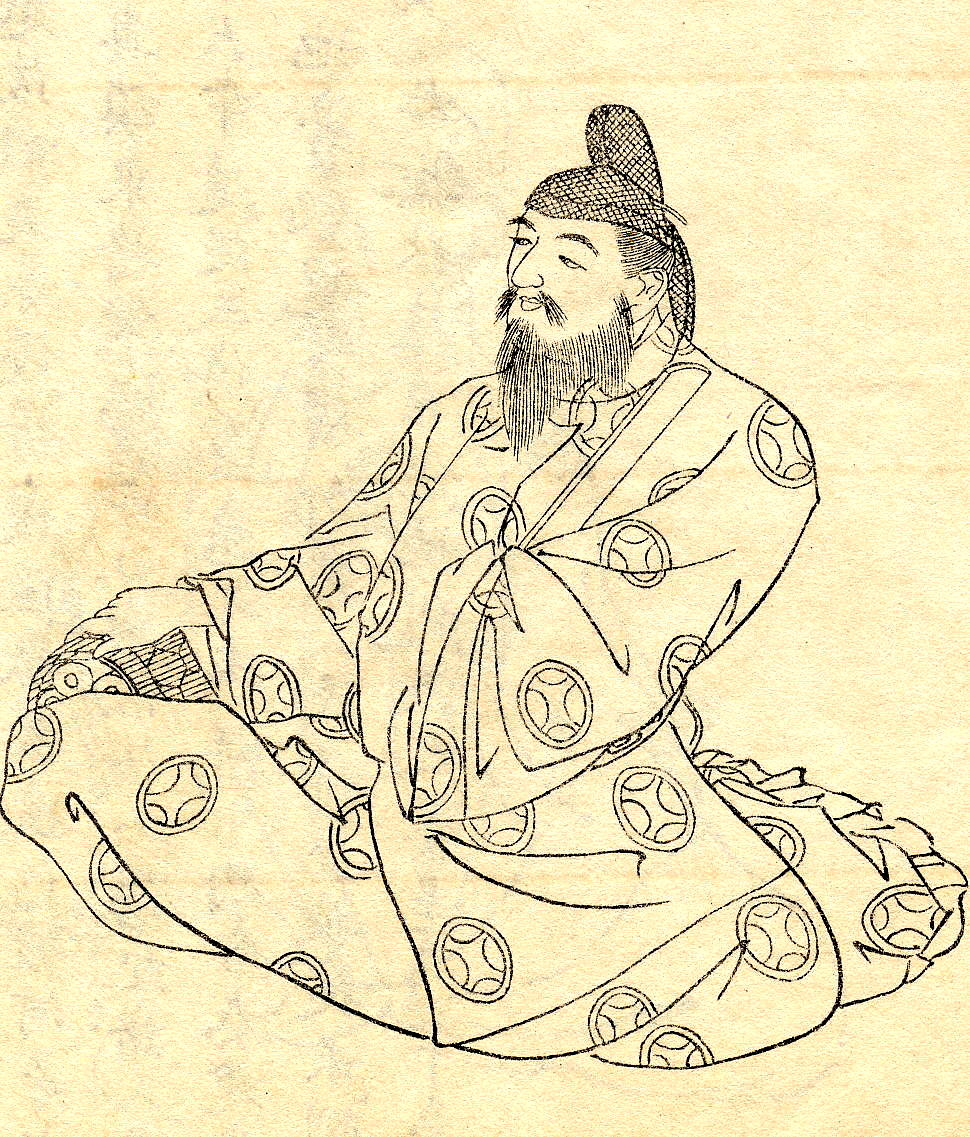
Ó no Jasumaro portréja Kikucsi Jósai által festve a 19. században

Kr. u. 691-ben a Nihonsoki a Jamato udvarból jött követekre utal, akik Sinano tartományba igyekeztek, hogy "bálványozzák Minocsi és Szuva isteneit" (須波水内等神). Ez a hivatkozás azt sugallhatja, hogy a Szuvai óhóri kultusz és szentély olyan elfogadottá és befolyásossá vált, hogy felkeltette a Jamato császári udvar figyelmét.
Alig 20 évvel ezután a „(Take)minakata(tomi)” név – mely eredetileg az óhóri névből származhatott – megjelenik egy történelmi feljegyzésben, méghozzá első alkalommal a Kodzsikiben (kr.u. 711–712). Takeminakata hiányának következtében más Izumóval foglalkozó források, azt gondolják az istent maga a Kodzsiki szerkesztője, Ó no Jaszumaro interpolálta bele annak szövegébe, aki vagy egy korábban már létező mítoszt dolgozott át vagy egy teljesen újat hozott létre.
A tudósok úgy hiszik, hogy számos tényező játszott szerepet Takeminakata megjelenésében a Kodzsiki narratívája szerint – egyikük az, hogy Jaszumaro családja, az Ó (太氏; szintén így is írják 多, 意富, vagy 於保) távolról kapcsolódott ahhoz a családhoz, név szerint a Kanaszasi-no-tonerihez, mely a Szuva régióban uralkodott (金刺舎人). Ebben az esetben feltételezhetően mindkét törzs leszármazottja lehetett a Kamujaimimi-no-Mikotonak Ekképpen, azzal, hogy Takeminakatát belevették a Kodzsikibe egy módszer volt arra, hogy kihirdessék a Kanaszasi új istenét. Egy másik lehetséges ok a rendkívüli érdeklődés volt, melyet Tenmu császár (az a Tenmu császár, aki elrendelte a Kodzsiki és a Nihonsoki elkészítését) mutatott Sinano felé. A Nihonsoki beszél arról, hogy Tenmu, uralkodásának 13. évében követeket küld a terület megvizsgálására, "talán azzal a céllal, hogy fővárost alapítson".
Míg a Kodzsiki részletesen nem említi Takeminata istentiszteletét Szuvában, a következő századra láthatjuk a nevet, melyet az istenre alkalmaznak, kit azon a helyen tiszteltek, amit ma úgy ismerünk mint Szuva Nagy Szentélyét. Eltekintve a Kudzsiki Hongi (Kr. u. 807–936) hivatkozásától, miszerint Takeminakatát istenként tisztelték a Szuva kerületi Szuva Szentélyben, a Soku Nihon Kóki említi a Sinano tartománybeli, Szuva kerületi Minakatatomi-no-Kami istenséget, akit a császári udvar Kr. u. 842-ben előléptetett a ranglétrán és alsóbb fokozatú junior 5-ös ranggal illetett (従五位下).
850 és 860 között Takeminakata és a szentélye nagyon gyorsan emelkedett a ranglétrán azáltal, hogy 850-ben megkapta a felsőbb fokozatú junior 5-ös (従五位上), 851-ben a junior 3-as (従三位), 859-ben a junior (従二位), majd senoir 2-es (正二位), végül 867-ben a junior egyes rangot (従一位). Úgy gondolták, hogy az istenség ranglétán való hirtelen feljebb jutása mögött a Kanaszasi-no-toneri család befolyása állt.
Néhány évtizeddel később, az Engisiki (927) „Istenségek névjegyzéke” (神名帳 Dzsinmjócsó) fejezet beszél a Minakatatomi Szentélyeiről (南方刀美神社), ahol két istenséget is tiszteltek és melyek a Szuva kerület két kiemelkedő szentélyének bizonyultak. 940-re az istenséget a legmagasabb rangra, senior 1-esre léptették elő (正一位).

### Takeminakata és Szuva Mjódzsin
Míg a fenti források (császári udvar által szerkesztve Heian-kjóban, ami a mai Kiotó) a (Take)minakata nevet használják a Szuvai Nagy Szentély istenére, addig Szuván belül az istent sosem tisztelték vagy utaltak rá ezen a néven. A Jamatokat megelőző Misagudzsi hiedelemrendszer tartós befolyásának bizonyítéka, hogy a Szuva Kamisa számos vallási ceremóniája és más említett szertartások fennmaradó leírásai inkább Misagudzsit jellemzik az hiedelmek központjaként mint Takeminakatát, aki egyáltalán nem bukkan fel ezekben a liturgiákban. Még helyi történetek is, melyek Szuva Kamisa istenét jellemzik rögzítve lettek középkori szövegekben a szóban forgó istenségre olyan általános kifejezésekkel hivatkozva mint szonsin (尊神 'nagyra becsült istenség') vagy mjódzsin (明神 'nyilvánvaló istenség'). Takeminakatának azt a jellemábrázolását, mely a Kodzsikiben és a Kudzsi Hongiban úgy írja le, mint aki megalázó vereséget szenvedett el, nyilvánvalóan zavarba ejtőnek találták a középkor alatt, mely ahhoz vezetett, hogy alternatív történetek jelentek meg, melyek Szuva Mjódzsin eredetét pozitívabb fényben tüntették fel, mint például a Kóga Szaburó legenda is.
A legkorábbi dokumentumok Szuva területéről, melyek határozottan Takeminakatának nevezik Szuva Mjódzsint vagy az Izumói istennel azonosítják, az a Monoimi no rei (1238) – mely futólagosan említi, hogy Szuva Mjódzsin neve Takeminakata Mjódzsin (武御名方明神) – és a Szuva Daimjódzsin Ekotoba (1356). Az utóbbi kreatívan újra elmeséli az Izumo kuni-juzuri legendát, mely a Kudzsi Hongiban' található, azáltal, hogy kihagy mindenféle utalást legyőzetésére nézve. Az Ekotoba népszerűsége széles közönség körében, beleértve a Szuvai Nagy Szentély papi családjait is, úgy tűnik hozzájárult ahhoz, hogy végül megszilárdítsa Szuva Mjódzsin személyazonosságát Takeminakatával, a következő történetekkel alátámasztva: Ókuninusi fia, aki Szuvába jött Izumóból.

## Házastárs és utódok

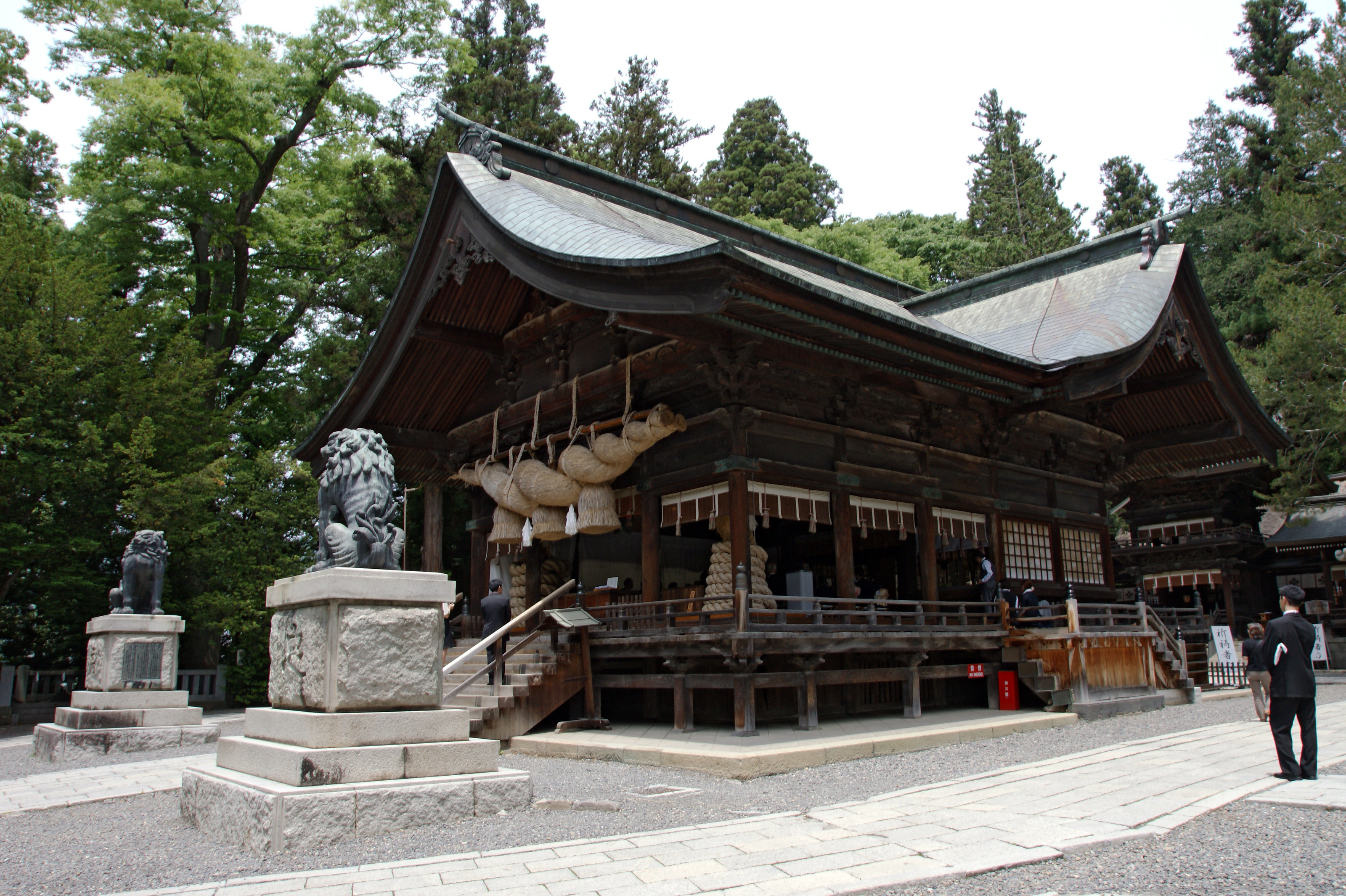
Az Akimija (秋宮) vagy Őszi Szentély, a Szuva Simosa két szentélyének egyike

### Jaszakatome
Szuva Mjódzsin hitvese Jaszakatome-no-Kami (八坂刀売神) istennő, akire a leggyakrabban tekintenek úgy mint az Alsó Szuva Szentély avagy a Simosa istenségére. Ellentétben a viszonylag jól dokumentált Szuva Kamisánál, a Simosa eredetét és annak istennőjét illetően csekély mennyiségű konkrét információ érhető el.
Jaszakatoméról az első hiteles történelmi forrás a Soku Nihon Kókiban található, ahol az istennő megkapja az alsóbb fokozatú junior 5-ös rangot (従五位下) a császári udvartól a Heian-kor 9. évének 10. havában (Kr. u. 842), öt hónappal azután, hogy ugyanezt a rangot Takeminakatának is odaadományozták. Ahogy Takeminakata felemelkedett rangban, úgy tett Jaszakatome is. Így aztán Kr. u. 867-re Jaszakatomét előléptették senior 2-es rangra (正二位). Az istennőt végül 1074-ben léptették elő senior 1-es rangra (正一位).
Az istennőről szóló történetek és állítások mind különbözőek és egymásnak ellentmondók. Ami például az őseit illeti, a Kavaai Szentély (川会神社) tana a Kitaazumi kerületben, Jaszakatomét Vatacumival, a tenger istenével azonosítja. Amit úgy gondoltak, hogy kapcsolatra utalhat az istennő és a tengerjáró Azumi (安曇氏) család között. Egy másik Edo-kori forrásokból eredő állítás, hogy Jaszakatome volt annak az Ame-no-Jaszakahiko istennek a lánya (天八坂彦命), kit a Kudzsi Hongi úgy jegyez mint Nigihajahi-no-Mikoto egyik társát, abban az időben, amikor az utóbbi leszállt a mennyből.
A repedések, melyek a Szuva-tó jeges felszínén jelennek meg hideg telek idején – más néven az omivatari – a folklórban azzal tettek szert hírnévre, miszerint a jelenséget az okozza, hogy Szuva Mjódzsin átkel a befagyott tavon, azzal a céllal, hogy meglátogassa Jaszakatomét.

#### Kaszuga hercegnő
A Kóga Szaburó legenda Simosa istennőjét Szaburó hitvesével azonosítja, akinek a neve a történet egyes változataiban úgy szerepel mint Kaszuga hercegnő (春日姫 Kaszuga-hime).

### Gyermekek
Szuvában számos helyi istenségre népszerűen úgy gondolnak mint Szuva Mjódzsin és hitvesének gyermekeire. Óta az alábbi isteneket sorolja fel (1926):

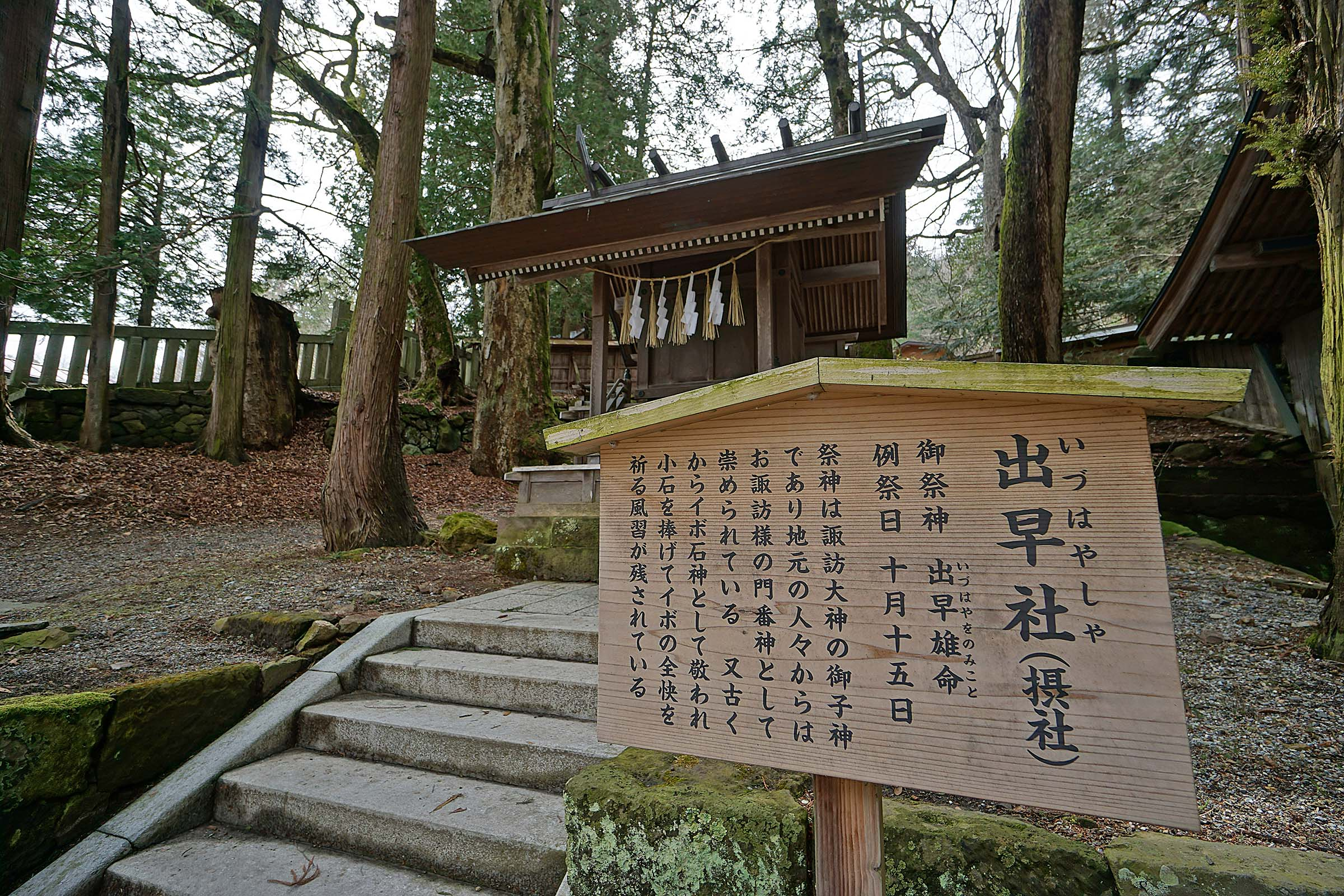
Izuhaya-sa (出早社), egy mellékszentélye a Kamisa Honmijának Izuhajao istennek (出早雄命) emelve, akiről úgy gondolták, hogy Szuva Mjódzsin egyik leszármazottja

- Hikokamivake-no-Mikoto (彦神別命)
- Tacuvakahime-no-Kami (多都若姫神)
- Taruhime-no-Kami (多留姫神)
- Izuhajao-no-Mikoto (伊豆早雄命)
- Tatesina-no-Kami (建志名神)
- Cumasinahime-no-Kami (妻科姫神)
- Ikeno'o-no-Kami (池生神)
- Cumajamizuhime-no-Mikoto (都麻屋美豆姫命)
- Jakine-no-Mikoto (八杵命)
- Szuva-vakahiko-no-Mikoto (洲羽若彦命)
- Katakurabe-no-Mikoto (片倉辺命)
- Okihagi-no-Mikoto (興波岐命)
- Vakemizuhiko-no-Mikoto (別水彦命)
- Moritacu-no-Kami (守達神)
- Takamori-no-kami (高杜神)
- Enatakemimi-no-Mikoto (恵奈武耳命)
- Okucuivatate-no-Kami (奥津石建神)
- Ohocuno-no-Kami (竟富角神)
- Ókunugi-no-Kami (大橡神)

### Feltételezett leszármazottak

#### Szuva család

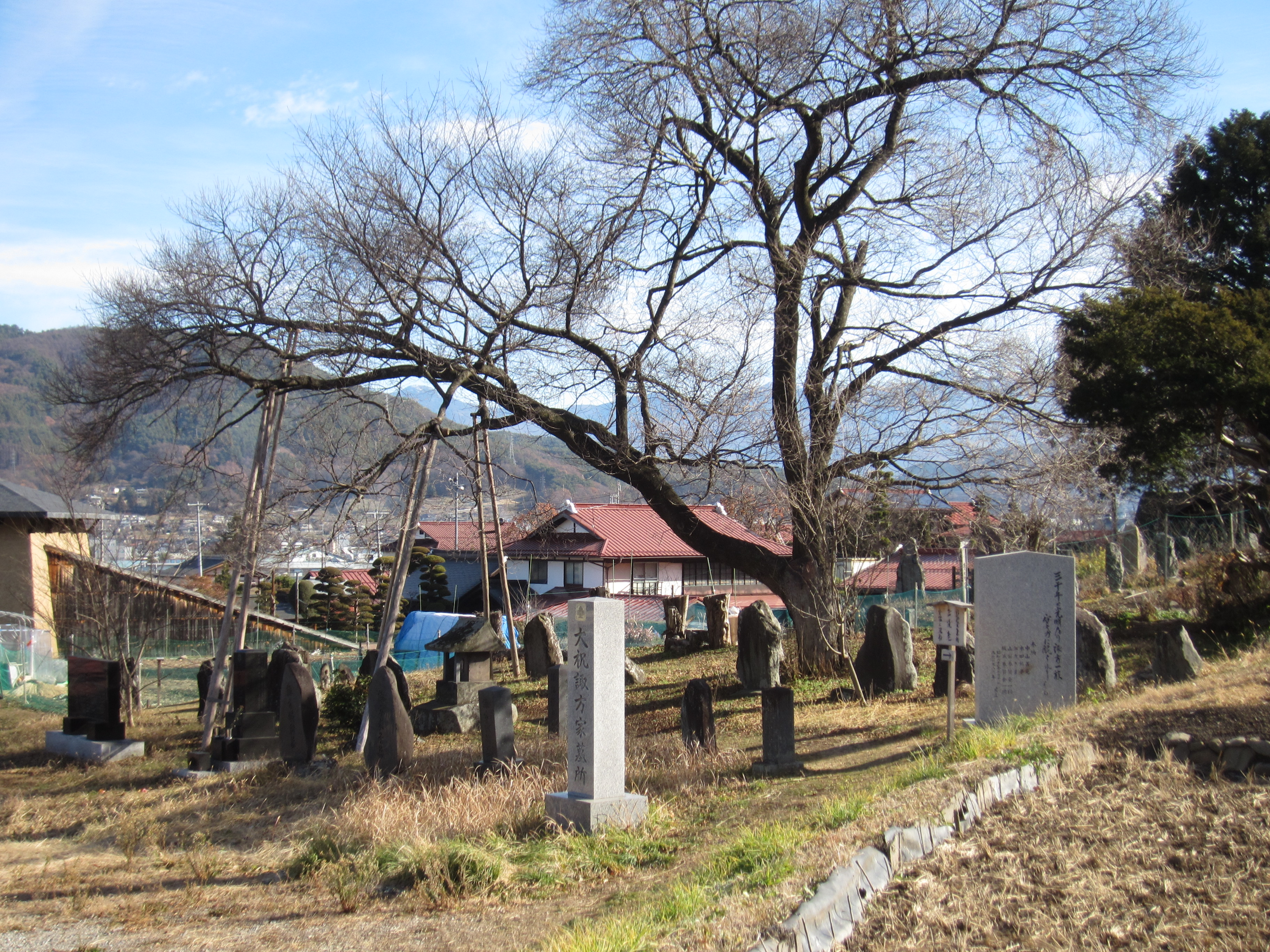
Számos szuvai óhóri sírhelye a Morija család történelmi földbirtokain belül a Nagano prefektúrabeli Csinoban. Mind a Dzsincsókan Morija Történti Múzeum, mind a Misagudzsi főszentélye (sósa) ugyanabban a körzetben helyezkedik el

A Szuva család, akik egykor a Szuva Kamisa főpapi vagy óhóri pozícióját birtokolták, hagyományosan Szuva Mjódzsin/Takeminakata leszármazottjának tartották magukat. Habár történelmileg valószínűleg a Kanaszasi-o-toneri család leszármazottjai lehettek, melyet a Jamato udvar nevezett ki a 6. században, hogy kormányozza a Szuva területet.

#### Más családok
A Szuvai óhórit öt pap segítette, akik közül néhányukra úgy tekintettek, mint azon helyi istenségek leszármazottjaira, melyek Szuva Mjódzsinnal/Takeminakatával álltak összefüggésben. Egy család, a Koide (小出氏), kik a negi-dajú (禰宜大夫) és a gi-no-hóri (擬祝) hivatalok eredeti birtokosai voltak, azt állították, hogy Jakine istentől származtak. Egy második család, a Jadzsima (八島(嶋)氏 vagy 矢島氏), mely gon-no-hóriként (権祝) szolgált, úgy tekintett Ikeno’o istenre mint felmenőjükre.

## Istentisztelet

### Szentélyek
Mint a Szuvai Nagy Szentély istene, Szuva Mjódzsin/Takeminakata és Jaszakatome szintén istenségei azoknak a szentélyeknek is, amelyek egész Japán-szerte a Szuva-szentély hálózatához (諏訪神社 Szuva-dzsindzsa) tartoznak.

### A szél és víz isteneként

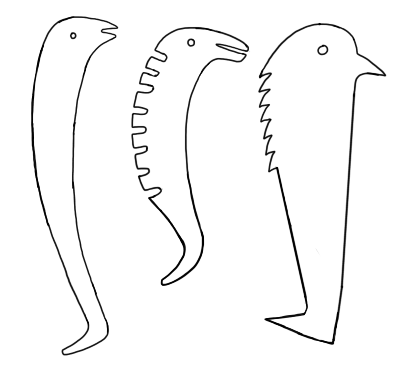
Nagikama

A Nihonsoki feljegyzése arról, hogy Jamato küldöttei Szuva isten mellett, a Tacuta Szentély isteneit is bálványozták – kiket azon erejükért tiszteltek, hogy irányítani és elhárítani tudták a széllel kapcsolatos katasztrófákat, mint például az aszályokat és a tájfunokat – azt sejteti, hogy a Jamato császári udvar az istenséget, úgy ismerte el mint a szél és a víz istenét a késői 7. század alatt. Egy teória a (Take)minakata név eredetét illetően, még azt is feltételezi, hogy a név abból a szóból ered, mely a „vízi testet” jelöli (水潟 minakata).
A kígyó formájú vasból készült sarlópengéket, melyeket nagikamának hívnak (薙鎌) hagyományosan a Szuva vidéken használtak, hogy kivédjék vele az erős szelet, tájfunt és más természetikatasztrófákat. Egykor szokás volt, hogy a nagikamákat farúd végéhez erősítették, majd kihelyezték a háztető egyik sarkára őszi tájfunok idején. A nagikamákat hagyományosan még azokra a fákra is szokás volt rákalapálni, melyeket a Szuva Kamisa és Simosa onbasirájának választottak ki, kis idővel azelőtt, hogy kivágták volna. Ezen és egyéb felhasználások mellett, a pengék még sintaiként (az isten szent teste gyanánt) is szolgáltak a Szuva szentélyhálózat ágainak részére.

### Kígyókkal és sárkányokkal való kapcsolata
Szuva Mjódzsin kapcsolata a kígyóval/sárkánnyal abból adódhat, hogy rengeteg történetben, amelyben előfordul – mint például a Kóga Szaburó legendában is – olyan istenségnek tartják, aki a szél és víz felett uralkodik. Ebből következik a kapcsolat a sárkányokkal, mikhez a szél és az eső társul a japán hiedelemben.

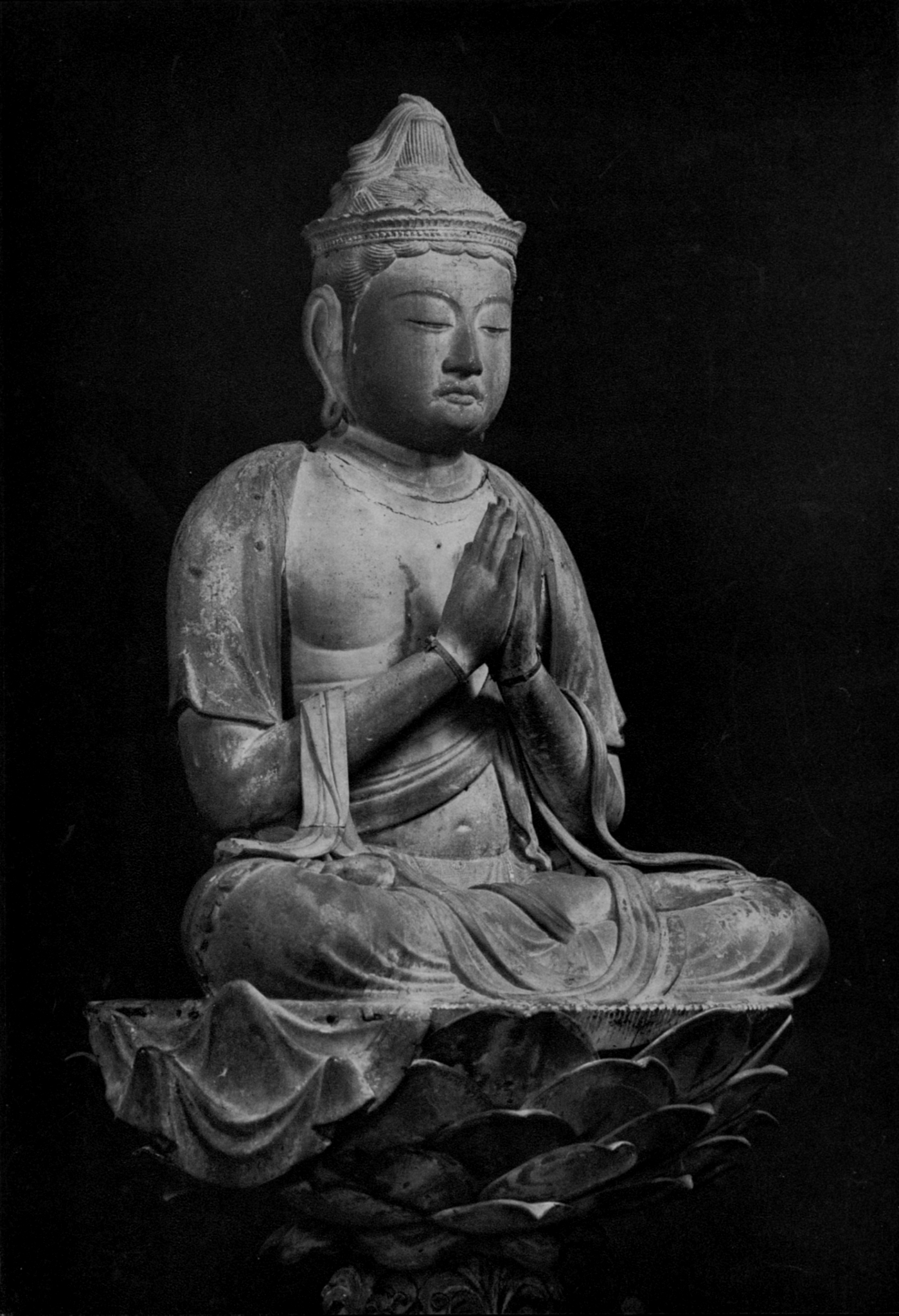
Szuva Mjódzsinról egykor úgy hitték, hogy Szamantabhadra bódhiszattva suidzsakuja, azaz manifesztációja

### A sintó és a buddhizmus szinkretizmusának idején
A középkor idején, a később elterjedt buddhizmus és a sintó egyesítése alatt Szuva Mjódzsint Szamantabhadra bódhiszattvával (Fugen Boszacu) azonosították, a Simosa istennőjét pedig Avalókitésvara (Szendzsu Kannon) bódhiszattva ezerkarú alakjával hozták kapcsolatba. Ugyanebben az időszakban buddhista templomokat és más építményeket állítottak mindkét szentély közvetlen környezetében, beleértve egy kőpagodát is, a Tettót (鉄塔 "vastorony"). Ezzel szimbolizálva India legendás vastornyát, ahol Singon tradíció szerint Nágárdzsuna ezoterikus tanításban részesült Vadzsraszattvától (kit néha Szamantabhadrával azonosítanak). És még egy szentélyt is emeltek Szamantabhadra részére (普賢堂 Fugendó). Eme kőpagoda és a szentély is egyszerre szolgált a Kamisai istentisztelet fő tárgyaként.

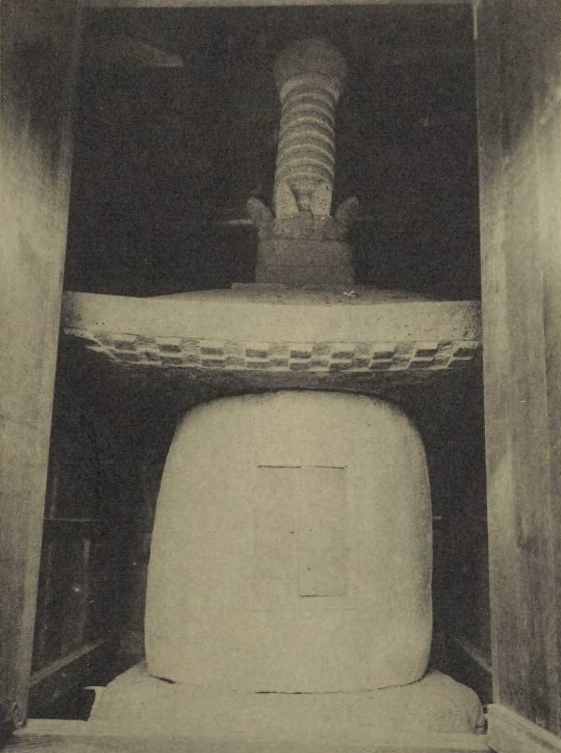
A Kamisa Honmija vastornyáról, avagy a Tettóról ez a fénykép a 20. század elején készült. Miután a buddhizmus és a sintó vallás szétvált a Szuva Szentélyben a buddhista épületek elávolításával/lebontásával ezt a pagodát a szuvai Onszedzsi Templomba helyezték át (温泉寺), ahol jelenleg is van

A sintó intézményével, a Meidzsi-restauráció után 1868-ban és az ezt következő buddhizmus és a sintó szétválásával, a szentély szerzeteseit (saszó – pap, aki a egy szentélyhez tartozik), akik a Szuva szentély komplexumban a buddhista templomokhoz tartoztak elvilágiasították, és velük együtt eltávolították vagy megsemmisítették a buddhista szimbólumokat és épületeket. A buddhista ceremóniákat, amelyeket mind a Kamisában, mind a Simosában is végrehajtottak, mint például az éves Lótusz szútra áldozatot Szuva Mjódzsinnak (mely magába foglalta a szútra egy másolatának a Tettóba helyezését) megszüntették.

### A vadászat isteneként
Szuva Mjódzsint, a vadászat isteneként is szokták tisztelni, ezért nem meglepő módon a Kamisa néhány vallási szertartása hagyományosan vadászati rítust és/vagy állatáldozatot foglalt magába.
Ilyen például a Békák Vadászatának Szertartása (蛙狩神事 kavazugari sindzsi), amelyet minden új év első napján tartanak meg. A szertartás magában foglalja azon békák lelövését (vagy inkább átszúrását) kisebb méretű nyilakkal, melyeket a Kamisa közvetlen környékén található szent folyóból vagy patakból fogtak ki.
Ez a szertartás – amely éles kritikát kapott helyi aktivistáktól és állatjogokkal foglalkozó szervezetektől azért az észlelt kegyetlenségért, amiben a békákat részesítik – hagyományosan azért végezték el, hogy biztosítsák a békét és a bőséges termést a következő évre.
Egy másik fesztivál, az Ontósai (御頭祭) vagy Tori no macuri (酉の祭, azért nevezik így, mert régebben a Kakas napján tartották) során, melyet jelenleg április 15-én tartanak hetvenöt kitömött őzfejet ajánlanak fel (a múltban erre a célra frissen levágott szarvasfejeket használtak) csakúgy, mint az őzhús fogyasztása és más játékok, mint például a vaddisznó vagy a nyúl, illetve különböző típusú tengeri ételek és más egyéb élelmiszerek fogyasztása, melyeket a papok és résztvevők egyaránt elkészítenek egy szertartásos lakoma keretei között.
A Szuva Kamisa egyik vadászfesztiválját, a Miszajama Fesztivált korábban egy mezőn rendezték meg (kója – 神野 'az isten síksága') – a Jacugatake-hegy lábánál és öt napon át tartott (a július/hetedik hónap huszonhatodik napjától a harmincadikig). A Kamakura-kor alatt a Szuvai fesztiválok közül ez volt a legkiemelkedőbb, egész Japánszerte magához vonzva számos szamuráj rend tagját, akik részt vettek a lovasíjászatban, szumó birkózásban és solymászatban az ünnepség részeként; és mindenféle más rendek tagjait is. A Simosa szintén megtartotta a saját Miszajama Fesztiválját egyidőben a Kamisaival (habár egy másik helyszínen), amelyen számos harcos törzs is részt vett.
Szuva Mjódzsin kapcsolata a hegyekkel és a vadászattal szintén tagadhatatlan az óhóri leírásából egy őzirhán ülve (úgy gondolták, hogy Szuva Mjódzsinnak az őz egy szent állat volt) a Ontósai szertartás alatt, ahogy azt a középkor alatt végezték.

#### Szuva Mjódzsin és a húsevés
Egy időben, amikor az állatok levágását és a húsfogyasztást rossz szemmel nézték a mahájána buddhizmus vegetarianizmusról alkotott szigorú nézetei és a mindenre kiterjedő buddhista etika miatt, mely az élet kioltása ellen tiltakozott, Szuva Mjódzsin kultusza egyedülálló volt a japán vallási életben azáltal, hogy megünnepelték a vadászatot és a húsevést.
Egy 4 soros verset mellékeltek a Kóga Szaburó legendához, közismert nevén a Szuva no kanmont (諏訪の勘文), amely a húsevés jogosságának a lényegét fejezi ki a buddhista keretrendszeren belül. A tudatlan állatok azáltal, hogy emberek fogyasztják el őket, majd azok testében „élnek” tovább elérthetik a megvilágosodást az emberi fogyasztóikkal egyetemben.
"業尽有情 Gódzsin udzsó
雖放不生 Szuihó fusó
故宿人天 Kosuku ninten
同証仏果 Dósó bukka"
Érzékeny lények, akik kimerítették sorsukat:
Még ha valamelyik fel is szabadul, nem fog sokáig élni;
Tehát éljenek az emberekben és istenekben
És akkor talán elérhetik a buddhaságot

A Kamisa speciális talizmánokat (鹿食免 kadzsiki-men "engedély szarvashús fogyasztására") és evőpálcikákat (鹿食箸 kadzsiki-basi) készített, amelyek felhatalmazták annak tulajdonosát a húsevésre. Mivel ezek ritka talizmánok voltak egész Japánban, ezért a vadászok és húsevők körében felettébb népszerűvé váltak. A Kamisa papjai és vándor prédikátorok, akik kapcsolatban álltak az osiként (御師) ismert szentéllyel, ezeket a szentséges engedélyeket és evőpálcákat szétosztották a nyilvánosság között is. Szuva Mjódzsin meséjét terjesztették és még más történeteket is, melyek az istenség jótéteményeit taglalták.

### Hadistenként

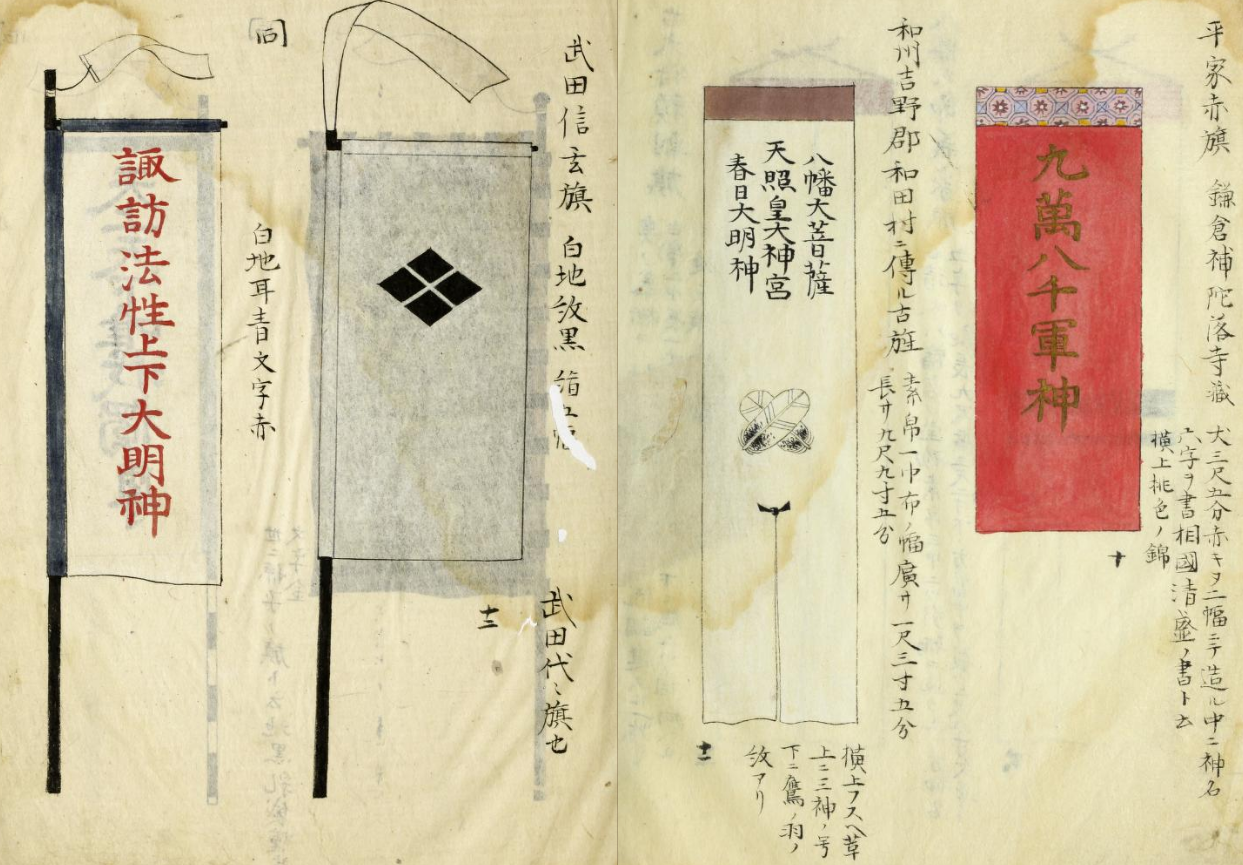
Egy festett ábrázolás harci lobogókról, melyeket a Taira család (jobbra) és Takeda Singen (balra) használt. A legbaloldalibb lobogó (kék szegéllyel és piros betűkkel) a Szuva hossó-kamisimo-daimjódzsin (諏訪法性上下大明神) feliratot viseli

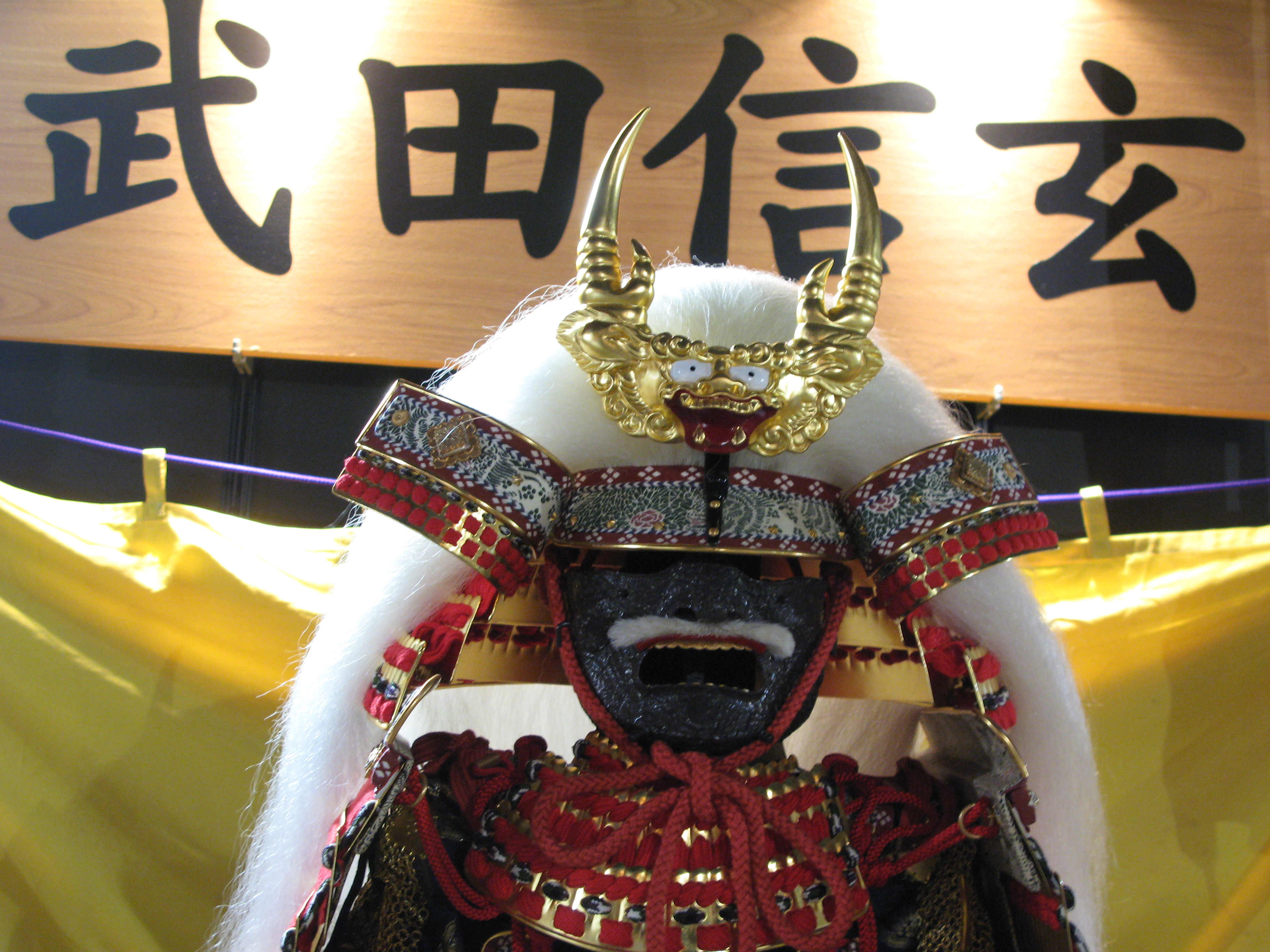
Takeda Singen sisakjának egy modern reprodukciója

Szuva Mjódzsin úgy is tekinthető mint a háború istene, egyike számos hasonló istenségeknek a japán panteonban. Az istenség Szakanoue no Tamuramaronak való megjelenésének legendája mellett (lásd fentebb) a Rjódzsin Hisó, összeállításának idején, 1179-ben (a késői Heian-korban), szintén tanúsítja Szuva istenének mint a hadviselés istenének tiszteletét, megnevezve Szuva szentélyét híres hadistenek szentélyei között, amelyek az ország keleti felében álltak.
„Ezek a hadistenek a határ keleti felén élnek:
Kasima, Katori, Szuva no Mija és Hira Mjódzsin;
Szu Avában, Otaka Mjódzsin Tai no Kucsiban,
Jacurugi Acutában és Tado no Mija Iszében.”
A Rjódzsin Hisó, 258. éneke

(A Heian-kor alatt a „kelet határa” kifejezés (関の東 szeki-no-hi(n)gasi, amiből a 関東 Kantó kifejezés ered) az ellenőrzőpontokon illetve a határállomásokon túli tartományokra utalt a legfőbb régió keleti peremén, kifejezetten arra a földre, amely az ellenőrzőpont keleti részén az Ószaka/Auszaka hegynél volt (逢坂 ’a találkozás hegye’, régi helyesírása: Afuszaka; nem összekeverendő a modern Ószaka városával), mely a mai Siga prefektúrabeli Ócuval egyezik meg. Az Edo-korra, a Kantó kifejezést újraértelmezték és a ellenőrzőponttól keletre lévő régiót értették rajta a Kanagava prefektúrabeli Hakonéban.)
A Kamakura-kor alatt a Szuva család kapcsolata a sógunátussal és a Hódzsó családdal segített megszilárdítani Szuva Mjódzsin tiszteletét hadistenként. Szuva szentélyei és a papi törzs fénykorát élte a Hódzsó pártfogása alatt, amely a sógunátus felé mutatott lojalitásának jeléül, odaadással tisztelte az istenséget. A Szuva szentélyeknek számtalan ágazata alakult ki egész Japánban, főként olyan vidékeken, melyeken a családok elkötelezetten tisztelték Szuva Mjódzsint (például a Kantó régióban, amely a Minamoto család hagyományos bástyája volt (Szeiva Gendzsi – Szeiva ága).
A Kai tartománybeli (mai Jamanasi prefektúra) Takeda család híve volt Szuva Mjódzsinnak, mely alól leghíresebb tagjuk, a Szengoku Takeda Singen daimjó sem volt kivétel. Odaadása érzékelhető néhány harci lobogóján, melyeket az istenség nevével és ráolvasásokkal díszítettek, mint például a Namu Darma-Természetű Szuva Nangú Hossó Kamisimo Daimjódzsin (南無諏方南宮法性上下大明神) a Szuva alsó és felső szentélyeiből. Az ikonikus szarvassisak a leomló fehér szőrrel rendszerint Singenhez köthető, mely népszerűen úgy ismert, mint Szuva-hossó sisak (諏訪法性兜 Szuva-hossó-(no)-kabuto), amely arról volt híres, hogy az istenség megáldotta, garantálva a sikeres csatát a viselőjének. Singen 1565-ben még egy törvényt is kibocsátott a Kamisa és a Simosa vallási szertartásainak visszaállítása érdekében.

### Takeminakata és a szumó birkózás
Takeminakata ésTakemikazucsi küzdelmét a Kodzsikiben, úgy értelmezték mint a szumó birkózás eredetmítoszát.
Először magában Szuvában a Kamakura és Muromacsi korszakok alatt dokumentálták a szumót, majd mielőtt általánosan a lakosság körében, a szórakozás egyik formájaként terjedt volna el, vallási rituáléként végezték ünnepségek idején.

## A tömegkultúrában
- A Samurai Warriors című videójáték-sorozatának japán verziójában Szakon Sima fegyverei közül az egyiket Takeminakatának (猛壬那刀) hívják.
- A Sin megami tenszei című videójáték-sorozatban Take-Minakata (タケミナカタ) mint démon szerepel.
- A Team Shanghai Alice fejlesztő csapata a Mountain of Faith című videójátékának (mely a Tóhó tervezet része) utolsó szakaszában szereplő „főgonoszához”, mind Jaszakatomét, mind Szuva Mjódzsint alapul vették. Van egy mellékes gonosz is, Morija Szuvako, akihez pedig Moreját vették alapul.[247] Rajongók által készített emák (fogadalmi képek), amelyek ezen karakterek hasonlóságait viselik, megszokottá váltak azon szentélyekben, melyek kapcsolatba hozhatók Moreyával és Takeminakatával is, ezért azok népszerű zarándokhelyekké váltak a Tóhó rajongók körében.[248][249]

## Fordítás
- Ez a szócikk részben vagy egészben  a   Takeminakata című angol Wikipédia-szócikk ezen változatának fordításán alapul.  Az eredeti cikk szerkesztőit annak laptörténete sorolja fel. Ez a jelzés csupán a megfogalmazás eredetét és a szerzői jogokat jelzi, nem szolgál a cikkben szereplő információk forrásmegjelöléseként.

## Ajánlott irodalom
- Ashkenazi, Michael. Handbook of Japanese Mythology. ABC-CLIO (2003. május 26.). ISBN 978-1-57607-467-1
- Nihongi: Chronicles of Japan from the Earliest Times to A.D. 697. London: Kegan Paul, Trench, Trübner & Co. (1896. május 26.)
- A Translation of the "Ko-Ji-Ki," or "Records of Ancient Matters". Yokohama: Lane, Crawford & Co. (1882. május 26.)
- J. Hackin. Asiatic Mythology: A Detailed Description and Explanation of the Mythologies of All the Great Nations of Asia. Asian Educational Services (1932). ISBN 978-81-206-0920-4
- Herbert, Jean. Shinto: At the Fountainhead of Japan. Routledge (2010. május 26.). ISBN 978-1-136-90376-2
- 龍蛇神: 諏訪大明神の中世的展開 (Ryūjashin: Suwa Daimyōjin no chūseiteki tenkai). Ningensha (2012. május 26.). ISBN 978-4931388710 (japánul)
- Inoue, Takami (2003). "The Interaction between Buddhist and Shinto Traditions at Suwa Shrine." In  Buddhas and Kami in Japan: Honji Suijaku as a Combinatory Paradigm. Routledge. ISBN 978-1134431236
- 諏訪信仰史 (Suwa-shinkō-shi). Meicho Shuppan (1982. május 26.). ISBN 978-4626001245 (japánul)
- 諏訪大社の御柱と年中行事 (Suwa-taisha no Onbashira to nenchu-gyōji). Kyōdo shuppansha (1992. május 26.). ISBN 978-4-87663-178-0 (japánul)
- 諏訪史 第二卷 前編 (Suwa-shi, vol. 2, part 1). Shinano kyōikukai Suwa-bukai (1931. május 26.) (japánul)
- 諏訪史 第二卷 後編 (Suwa-shi, vol. 2, part 2). Shinano kyōikukai Suwa-bukai (2025. május 26.) (japánul)
- 諏訪の祭神 (Suwa no saijin). Tokyo: Yūzankaku-shuppan (1969. május 26.) (japánul)
- Oh, Amana ChungHae. Cosmogonical Worldview of Jomon Pottery. Sankeisha (2011. május 26.). ISBN 978-4-88361-924-5
- Ōta, Akira. 諏訪神社誌 第1巻 (Suwa-jinja-shi: Volume 01). Nagano: Kanpei-taisha Suwa-jinja fuzoku Suwa-myōjin-kōsha (1926. május 26.) (japánul)
- 信濃古代史考 (Shinano kodaishi-kō). Tokyo: Meicho Shuppan (1990. május 26.). ISBN 978-4626013637 (japánul)
- Suwa, Enchū (1914). 諏訪大明神繪詞 (Suwa Daimyōjin Ekotoba) in Hanawa, Hoki'ichi (ed.),Tokyo: Zoku Gunsho-Ruijū Kanseikai. pp. 494–539. (Original work written 1356) (japánul)
- szerk.: Suwa Shishi Hensan Iinkai: 諏訪市史 上巻 原始・古代・中世 (Suwa Shishi, vol. 1: Genshi, Kodai, Chūsei) (1995. május 26.) (japánul)
- 日本の神々―神社と聖地〈9〉美濃・飛騨・信濃 (Nihon no kamigami: Jinja to seichi, vol. 9: Mino, Hida, Shinano). Hakusuisha (1987. május 26.). ISBN 978-4-560-02509-3 (japánul)
- 御柱祭と諏訪大社 (Onbashira-sai to Suwa Taisha). Nagano: Chikuma Shobō (1987. május 26.). ISBN 978-4-480-84181-0 (japánul)
- 諏訪大社 (Suwa Taisha), Ginga gurafikku sensho. Ginga shobō (1986. május 26.) (japánul)